# El Clásico
El clásico del fútbol español, conocido entre los medios de comunicación y los aficionados como El Clásico, es el partido de fútbol que enfrenta al Real Madrid Club de Fútbol y al Fútbol Club Barcelona. Su relevancia creció hasta ser la rivalidad futbolística —y/o deportiva— más importante del ámbito español, situándose también como el encuentro entre clubes más seguido mundialmente del citado deporte. Con aproximadamente 650 millones de espectadores de media entre 2012 y 2020, ha llegado a colocarse entre los tres acontecimientos deportivos más seguidos del mundo, junto con la final de la Copa Mundial de fútbol de Sudáfrica 2010 y los Juegos Olímpicos de Pekín 2008, que llegaron a 700 y 600 millones de espectadores respectivamente. También fue posicionado por la prestigiosa revista World Soccer en el primer puesto de los World Soccer’s 50 Greatest Derbies, como el clásico de fútbol más importante del mundo.
Pese a que el término se ha establecido como el calificativo para dichos encuentros, cuando empezó a utilizarse hacía referencia al encuentro que más veces se había repetido entre dos clubes españoles a nivel nacional, siendo este el enfrentamiento entre el Athletic Club y el Real Madrid C. F. Hasta el comienzo de la temporada 2011-12 se habían enfrentado 215 veces entre Liga y Copa. A partir de entonces, fue superado por los enfrentamientos entre el Real Madrid Club de Fútbol y el Fútbol Club Barcelona, aunque bien es cierto que ya se le atribuía el calificativo a estos enfrentamientos desde tiempo atrás, debido a que en los últimos años fueron los equipos con mejores registros y éxitos de España. En los últimos años del siglo xx estos encuentros fueron denominados como el partido del siglo en un énfasis de la prensa por dar aún más relevancia al enfrentamiento. En 2021 fue presentado por LaLiga un logotipo e identidad visual propia del enfrentamiento para consolidar su imagen y reconocimiento a nivel internacional.
Hasta 1999 los encuentros eran emitidos por televisión en abierto para todo el país sin atender al carácter del evento. Desde entonces, y hasta 2012, estos partidos fueron perdiendo paulatinamente tal privilegio debido a la aparición en escena del sistema de pago por visión y los nuevos derechos audiovisuales en España, por lo que pasaron a ser de emisión privada, en un primer paso, para más tarde potenciarse la emisión codificada. Desde el año 2012, solo se emiten en abierto por imperativo legal los partidos que dilucidan algún título o eliminatoria de gran consideración de interés público.
La rivalidad entre ambos equipos comenzó a adquirir gran relevancia a mediados del siglo xx cuando el club madrileño dio un gran salto cualitativo y comenzó a dominar un deporte hasta entonces en manos de los catalanes. Desde entonces ambos clubes han dominado el palmarés de las competiciones oficiales de España, siendo los dos rivales a batir, destacando en consecuencia el enfrentamiento entre ambos. Señalados como una bandera no solo deportiva sino institucional de sus respectivas regiones, compiten por dominar un deporte en el que el paso de los años han sido pocos los equipos que han conseguido disputarles tal supremacía. Entre ellos, los vascos del Athletic Club —considerado «el tercer grande» del panorama nacional por historia y palmarés— primer gran dominador del país ha visto como la diferencia de potencial con los dos clubes ha ido acrecenténdose. Pese a ello, en alguna ocasión han conseguido triunfos destacados, uniéndose al Valencia Club de Fútbol, al Club Atlético de Madrid y al Sevilla Fútbol Club como los equipos a disputarles los títulos a barcelonistas y madridistas.
En la actualidad el balance es el más equilibrado que se recuerda en los más de cien años de historia de ambos contendientes. Las últimas décadas los catalanes consiguieron igualar la particular comparativa de títulos, que los madrileños dominaban históricamente desde la época dorada del Madrid de Di Stéfano en los años cincuenta y llegaron a empatar momentáneamente el balance de enfrentamientos. Si bien, en los años 20 del siglo XXI la comparativa de títulos y de enfrentamientos directos ha vuelto a decantarse ligeramente a favor de los madrileños.
Adicionalmente, se da la circunstancia de que cada uno de los equipos es quien más veces ha logrado vencer al otro. Es decir, el mayor número de derrotas que ha sufrido el conjunto madridista es frente al barcelonista, y al contrario, el equipo que más veces ha vencido a los culés es el madrileño. La rivalidad entre ambos a fecha de 2024 es la más disputada entre aquellas señaladas como más reconocibles del panorama futbolístico, y la única en la que ambos equipos tienen un mínimo de cinco Copas de Europa.

## Antecedentes y origen del término
El club catalán fue el decimoctavo club de España en ser fundado bajo el nombre de Foot-ball Club Barcelona, siendo en la actualidad el decano de los clubes catalanes tras desaparecer el Torelló Foot-Ball Association, el Palamós Foot-Ball Club y el Foot-Ball Club Catalá. En cuanto al conjunto madrileño, es el vigésimo primer club más longevo del país en ser fundado bajo el nombre de (Sociedad) Madrid Foot-Ball Club, y el quinto club de Madrid por detrás del Cricket y Foot-Ball (Club) de Madrid —club pionero de Madrid—, la (Sociedad) Juegos al Aire Libre, la (Sociedad) Sky Foot-ball —club del que se escindieron los madridistas—, y la Association Sportive Amicale, siendo el decano de la región en la actualidad tras la desaparición de esos cuatro primeros.
El suizo Hans Gamper, conocido en España como Joan, fue el fundador del club catalán en 1899 mientras que el club madrileño nació en 1900 tras una escisión en la (Sociedad) Sky Foot-ball donde se encontraban Julián Palacios y los hermanos barceloneses Juan y Carlos Padrós, considerados estos los fundadores de una sociedad que no se oficializó hasta 1902 ya que no lo creyeron necesario para practicar el nuevo deporte. La legalización de los catalanes no llegó hasta 1903.
Paralelamente a sus primeros enfrentamientos en la que fue la primera competición oficial a nivel nacional en España, la Copa del Rey —o Campeonato de España como era conocido en la época— mostraron una gran supremacía en sus respectivas comunidades. Regidos por la Federación Madrileña y por la Federación Catalana eran los equipos más laureados de sus respectivos campeonatos regionales, el Campeonato Regional Centro y el Campeonato de Cataluña —precursor de la Copa Macaya, primera competición existente en España—. Dicha supremacía se vio reflejada en el campeonato de Copa, donde junto al Athletic Club dominaron los primeros años de la competición. Finalizada la Guerra Civil, sin embargo, el Real Madrid atravesó una importante sequía de títulos.
La rivalidad entre ambos equipos comenzó a adquirir relevancia a mediados del siglo xx cuando el club blanco dio un gran salto cualitativo al fichar a Di Stéfano. Nótese que, finalizada la temporada 1952-53, era el Atlético de Madrid el dominador del fútbol madrileño, pues había ganado el doble de Ligas que el Real Madrid (que no ganaba una desde hacía veinte años). Con una Liga más que los colchoneros se encontraban el F. C. Barcelona y el Athletic Club, dominadores en aquel momento de un palmarés liguero y copero respectivamente donde los merengues se situaban quintos, por detrás también del Valencia C. F. a nivel nacional. Desde ese entonces ambos clubes han dominado el palmarés de las competiciones oficiales de España y de Europa, siendo los dos rivales a batir, destacando en consecuencia el enfrentamiento entre ambos. Señalados como una bandera no solo deportiva sino institucional de sus respectivas regiones, compiten por dominar un deporte en el que a lo largo de los años han sido pocos los equipos que han conseguido disputarles tal supremacía, siendo de destacar los considerados como los otros «tres grandes» del panorama nacional: los ya mencionados Athletic Club, Club Atlético de Madrid y Valencia Club de Fútbol.
El origen del término tuvo sus primeras referencias a principios del año 2000. El incipiente crecimiento de la rivalidad entre ambos conjuntos se hacía cada vez más patente, por lo que acabó por ser el encuentro más relevante en España. Si bien es cierto que en los orígenes de ambos clubes estos mantenían una rivalidad más fuerte con otros equipos, poco a poco sus disputas acabaron por resultar las más competidas del territorio. Fue entonces cuando los medios empezaron a acuñar calificativos para referirse a sus contiendas, utilizando las palabras «derbi» —aunque la utilización de esta es más correcta para designar enfrentamientos entre equipos de cercana localización, caso del derbi madrileño o el derbi barcelonés— o «clásico». El uso de este último cobró una significativa relevancia en la primera década del siglo xxi siendo desde entonces el calificativo usado para referirse al enfrentamiento. Técnicamente su uso no era del todo correcto como así refleja la Real Academia Española (RAE) ya que no ofrece ninguna acepción para referirse a una contienda deportiva y o futbolística. Sin embargo, al ser uno de los enfrentamientos más repetidos en la historia del fútbol español, —tras los Real Madrid C. F. frente al Athletic Club, quedando estos ya en la actualidad por detrás de los Real Madrid C. F. y F. C. Barcelona— y al tratarse de los dos clubes más laureados y dos de los más longevos en la historia española, el término acabó por arraigar entre medios y aficionados por ser uno de los enfrentamientos más característicos y típicos del calendario, como así indica una de las definiciones del término.

## El Viejo Clásico
Con el calificativo de «Viejo Clásico» se hace referencia a los enfrentamientos entre el Real Madrid Club de Fútbol y el Athletic Club. Estos partidos fueron los más repetidos durante la historia del fútbol nacional en España hasta la temporada 2011-12 en la que se habían enfrentado 215 veces entre el Campeonato Nacional de Liga y el Campeonato de España de Copa. Es por ello que recibían el calificativo que hoy reciben los enfrentamientos entre madrileños y barcelonistas, si bien se usa indistintamente para uno u otro según la ocasión. Actualmente son el tercer partido más repetido, el segundo a nivel nacional con 248 partidos.
No en vano, dicha contienda sigue siendo el más repetido en la historia del Campeonato de España de Copa —hoy Copa del Rey—, que es la competición más antigua del país. En ella se han enfrentado un total de 58 ocasiones, correspondiendo nueve de ellas a la final. En la Copa ambos guardan algunos de los mejores registros históricos, como el de mayor número de victorias seguidas. Ambos clubes fueron los dominadores de esta competición en su nacimiento. Dichas circunstancias hacen que en ocasiones se observe con nostalgia dichos encuentros históricos donde se disputaban la supremacía y poco dados en la actualidad, pero que sin embargo aún guardan un gran interés.
Curiosamente de dicha rivalidad deportiva nació el que es hoy otro de los grandes rivales del club madrileño, el Club Atlético de Madrid tras nacer en 1903 como una sucursal madrileña del club bilbaíno bajo el nombre de Athletic Club (Sucursal de Madrid). Además, dichos encuentros entre vascos y capitalinos adquirieron con el paso del tiempo un aditivo más al salpicarle un cierto trasfondo extradeportivo como la política, debido a las posturas históricas del panorama español, aunque siempre tuvieron una relación de respeto y deportividad unos con otros.

## Dimensión y repercusiones

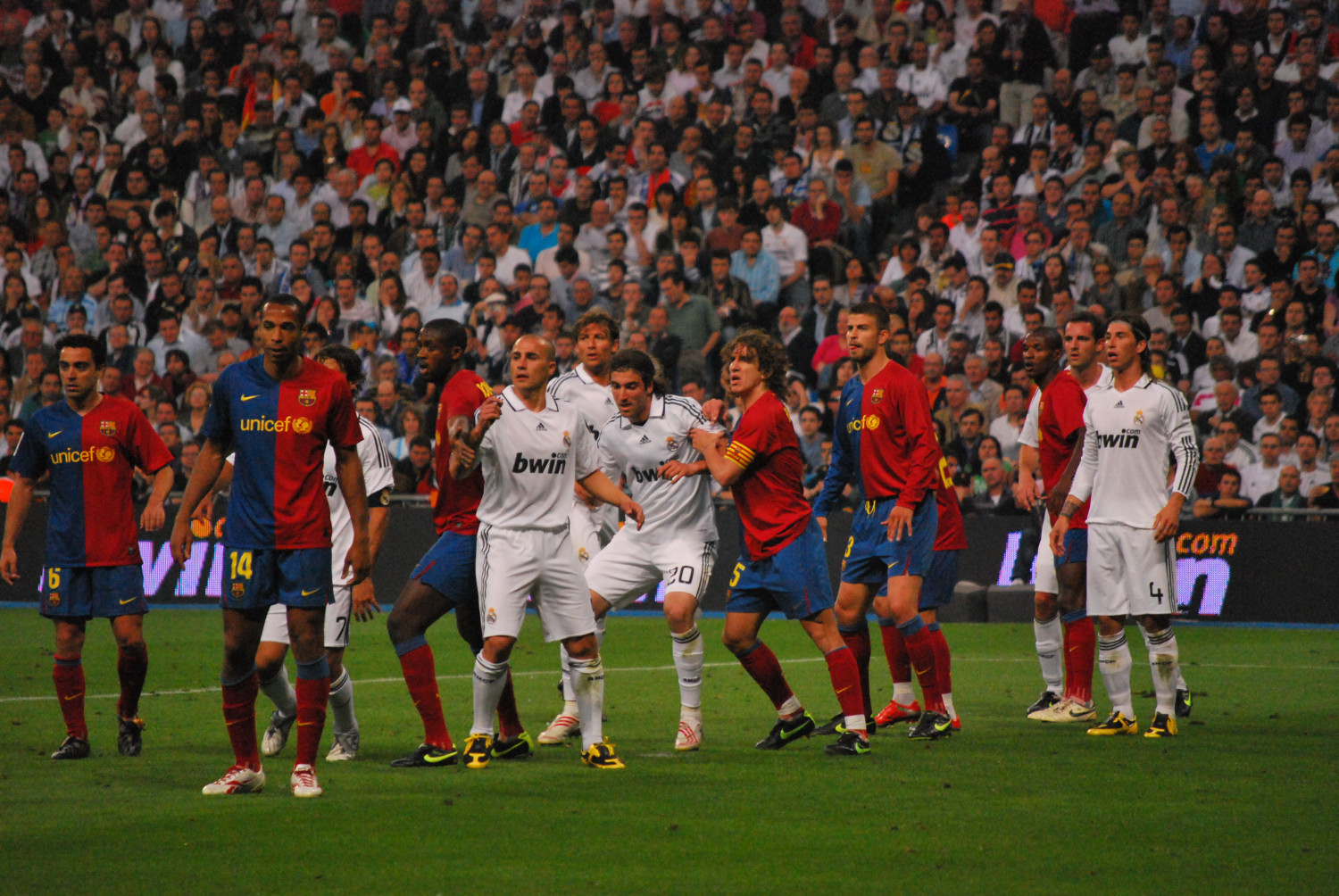
Liga 2008-09.

La rivalidad ha trascendido en ocasiones a lo político debido a la rivalidad de las aficiones, siendo una de las cuestiones que más fervor y fanatismo levanta entre las inquietudes de los aficionados. La repercusión de los dos clubes en los medios de comunicación y los aspectos culturales que rodean todo ello, se ven reflejados en el panorama político y a la inversa, siendo los clubes relacionados y utilizados como banderas de dichas cuestiones tan alejadas del ámbito deportivo. En una investigación oficial realizada en 2002 se analizaba la dimensión territorial de la afición al fútbol y se llegaba a interesantes conclusiones acerca de los diferentes perfiles políticos y actitudinales que caracterizaban a los seguidores de los dos clubes más representativos del fútbol español, que se podrían sintetizar en un sesgo más izquierdista y descentralizador de los seguidores del Barça, frente a las posiciones más de derechas y centralistas de los del Madrid.
Ya en la década de 1930 el club catalán había desarrollado una reputación como un símbolo de identidad catalana, que se opuso a las tendencias centralizadoras del territorio más cercano a la capital. Tras el Golpe de Estado en España de julio de 1936 que condujo a la guerra civil española y la caída de la Segunda República española, Francisco Franco comenzó una dictadura basada en el nacionalismo denominada franquismo.
Cataluña, considerada como vía de entrada y expansión de ideas revolucionarias en el país, perdió su foco poco a poco en detrimento de la capital. Su impulso modernizador y pujanza cultural pasaron a ser referentes de Madrid, la cual se había convertido en una de las ciudades más innovadoras del mundo, como lo reconoce el propio Plan Estratégico de Barcelona del año 88, extendiéndose la idea de que desde Madrid se hostigaba y reprimía a Cataluña. Durante las dictaduras de Miguel Primo de Rivera y de Francisco Franco, todas las lenguas y las identidades regionales fueron mal vistas y contenidas abogando por una unión del territorio español. En este período, el F. C. Barcelona estableció su lema «més que un club» (Más que un club) por su conexión con las ideas progresistas y su papel representativo en Cataluña. Tanto a nivel de gestión como a nivel deportivo los blaugranas se convirtieron durante los años de mandato en uno de los equipos más laureados del país siendo el principal dominador —junto al Athletic Club— de la competición de Copa, denominada como Copa del Generalísimo, Pese a que se ha intentado vincular históricamente a los madrileños como «el club del régimen», lo cierto es que fue uno de los pocos clubes que no se vieron favorecidos en representación, económica o socialmente por el régimen, al contrario que los barcelonistas, llegando incluso a ser salvado de la desaparición en varias ocasiones por el caudillo. La relación patente es sin embargo que el régimen aprovechó los éxitos y proyección de los madridistas como autopromoción y expansión de imagen. Es por ello que para la mayoría de los catalanes el club madrileño fue considerado favorecido erróneamente y a pesar del hecho de que los presidentes de ambos clubes Josep Suñol y Rafael Sánchez-Guerra sufrieron mismas represalias por ser contrarios al régimen. Suñol fue fusilado en agosto de 1936 y Sánchez-Guerra, que se negó a abandonar la ciudad, fue encarcelado tras la caída de Madrid y debió marchar después al exilio. En 1936 y nada más comenzar la guerra, un incidente enturbió las relaciones de ambos clubes cuando, en vista de las dificultades insalvables que sufría el Madrid para competir dada la cercanía del frente, al exportero y dirigente del club Pablo Hernández Coronado, de acuerdo con el entrenador del Barcelona, Paco Bru, se le ocurrió la idea de inscribir al Real Madrid en el Campeonato de Cataluña. La propuesta contó con la simpatía general para un gesto que se interpretaba como expresión de solidaridad republicana por encima de otras consideraciones, y la apoyaron el sindicato de jugadores catalanes y todos los equipos con mínimas objeciones, pero la oposición del Barcelona finalmente hizo fracasar el proyecto.
La imagen de ambos clubes se vio afectada además por la creación de los grupos ultras, algunos de los cuales se convirtieron en hooligans —anglicismo usado para referirse a seguidores de fútbol que en ocasiones provocan vandalismo y altercados—. Pese a ello, la gran repercusión que arrastraban ambos clubes conllevó a un seguimiento cada vez mayor hasta extenderse fuera de las fronteras del país. Actualmente el encuentro es seguido por más de 650 millones de espectadores en todo el mundo, teniendo en el año 2016, gracias al gran despliegue realizado por diversas cadenas privadas, alcance a más de 185 países de todos los continentes siendo el evento futbolístico con mayor cobertura y más seguido a nivel mundial, alcance que hasta el momento solo estaba a la altura de los Juegos Olímpicos y la Copa Mundial de fútbol.
Entre sus reconocimientos destacan algunos que refrendan a ambos como dos de los equipos más destacados del panorama internacional, citando ejemplos a continuación.
- En diciembre del año 2000 el Real Madrid Club de Fútbol fue designado por la Federación Internacional de Fútbol Asociación (FIFA) como el Mejor club del siglo xx a nivel mundial haciéndose público en la revista FIFA World Magazine.[41] En la votación, el Fútbol Club Barcelona quedó en cuarta posición. Posteriormente, la Federación Internacional de Historia y Estadística de Fútbol (IFFHS) asignó al club madrileño como el Mejor club europeo y mundial del siglo xx,[42] siendo los barcelonistas los terceros y cuartos de la tabla.[43] Actualmente, la IFFHS señala a los madridistas como el segundo mejor club europeo y mundial del siglo XXI, estando los barcelonistas clasificados en el primer puesto de ambos rankings.[44]

- A nivel nacional el liderazgo de ambos es patente pues actualmente poseen setenta y nueve trofeos oficiales por setenta y uno en favor de los catalanes, mientras que el tercer puesto lo ocupa con treinta y seis trofeos el Athletic Club.[n. 12] El equipo blanco es el equipo con más títulos de Liga (36) mientras que el club azulgrana es el más laureado en Copas del Rey (32) y en Supercopas de España (15).

- En cuanto al nivel de participación en competiciones internacionales ocupan puestos privilegiados. Los actuales títulos internacionales conseguidos por el Real Madrid C. F. son treinta y cinco, por veintidós del F. C. Barcelona, siendo los referentes de los clubes europeos,[45][46] —incluyendo los controvertidos títulos de la competición de la Copa de las Ciudades de Ferias de Muestras Internacionales,[n. 13] la Copa Latina y la Copa Iberoamericana— seguidos por los veintiún títulos de la Associazione Calcio Milan.[47] El equipo blanco es el equipo con más Ligas de Campeones (15), títulos Mundiales (9) y Supercopas de Europa (6).

- En cuestión de distinciones individuales de los jugadores, numerosos futbolistas de los considerados por la FIFA, la IFFHS y el ámbito futbolístico como los mejores jugadores del siglo xx jugaron para alguno de los clubes: Johan Cruyff, Alfredo Di Stéfano, Diego Maradona, Ferenc Puskás, Didí, Hugo Sánchez, Francisco Gento, Ladislao Kubala; y del siglo xxi: Ronaldo Nazario, Zinedine Zidane, Rivaldo, Luís Figo, Michael Owen, Ronaldinho, Fabio Cannavaro, Cristiano Ronaldo, Kaká, Lionel Messi, Luka Modrić, Robert Lewandowski, Karim Benzema y Kylian Mbappé. Además fueron vencedores del FIFA World Player y del Balón de Oro, galardones en los que los dos equipos ocupan los primeros lugares del palmarés histórico, copando ambos el mayor número de podios en ambos premios. Entre los dos equipos, a lo largo de la historia, han pasado un total de veintiséis jugadores laureados con el Balón de Oro, y diez premiados con el FIFA World Player. Del mismo modo, han obtenido otros galardones como la Bota de Oro, el Trofeo Kopa, Trofeo Yashin, Premio Golden Foot y el Premio Golden Boy.

- De entre ambos clubes nueve formaron parte del equipo titular de España en la final de Sudáfrica 2010, en la cual se coronaron campeones: Iker Casillas, Sergio Ramos, Gerard Piqué, Carles Puyol, Xabi Alonso, Sergio Busquets, Andrés Iniesta, Xavi Hernández y Pedro Rodríguez, más los convocados Víctor Valdés, Raúl Albiol y Álvaro Arbeloa.

- Entre ambos equipos suman 22 jugadores Campeones del Mundo y pertenecían a alguno de los 2 clubes al momento de la coronación, en 8 Mundiales diferentes: Günter Netzer, Jorge Valdano, Romario, Christian Karembeu, Roberto Carlos, Rivaldo, Iker Casillas, Sergio Ramos, Gerard Piqué, Carles Puyol, Xabi Alonso, Sergio Busquets, Andrés Iniesta, Xavi Hernández, Pedro Rodríguez, Víctor Valdés, Raúl Albiol, Álvaro Arbeloa, Sami Khedira, Raphaël Varane, Samuel Umtiti y Ousmane Dembélé

- En cuestión de distinciones goleadoras de la Liga de Campeones de la UEFA, la máxima competición a nivel de clubes en Europa, de los 11 máximos anotadores (incluyendo rondas previas), 8 jugaron en alguno de los dos clubes (Cristiano Ronaldo, Lionel Messi, Robert Lewandowski, Karim Benzema, Raúl González Blanco, Ruud van Nistelrooy, Kylian Mbappé y Thierry Henry). Adicionalmente, en lo que se refiere al desglose por rondas ambos equipos han tenido jugadores con el récord goleador en las eliminatorias de la competición. Lionel Messi es el máximo goleador en fase de grupos y en octavos de final; mientras que Cristiano Ronaldo es el máximo goleador en cuartos de final y semifinales; finalmente Alfredo Di Stéfano y Ferenc Puskás lideran en las finales con siete anotaciones.

- En lo que se refiere a palmarés individual de los jugadores, las seis competiciones de mayor importancia en las que compiten los dos equipos (Mundial de Clubes, Liga de Campeones, Supercopa de Europa, Liga, Supercopa de España y Copa del Rey) ambos clubes han tenido en sus plantillas los jugadores más laureados de todos los torneos mencionados; esto se refiere a: Toni Kroos con 6 Mundiales de Clubes; Paco Gento, Luka Modrić, Dani Carvajal, Nacho Fernández y Kroos con 6 Ligas de Campeones; Modric, Carvajal y Kroos con 5 Supercopas de Europa; Gento con 12 Ligas Españolas, Lionel Messi con 8 Supercopas de España y el propio Messi junto a Sergio Busquets y Gerard Piqué con 7 Copas del Rey.

Dentro de la cada vez más incipiente repercusión y desarrollo del fútbol femenino, y debido a la influencia de sus equipos masculinos, diversos medios refieren como «clásico femenino» o simplemente «clásico» a los enfrentamientos entre las secciones femeninas madridistas y barcelonistas, cuando el equipo capitalino no había ni siquiera debutado tras su fundación en 2020. Pese a ello, en el fútbol femenino español —atendiéndose a los motivos por los que se conoce con el término a los enfrentamientos de los implicados—, están considerados como «clásico» los partidos entre las secciones del F. C. Barcelona y el Atlético de Madrid, al ser el enfrentamiento más repetido en la historia de las competiciones españolas.

## Historia de la rivalidad

### Primeros años en la Copa de España (1902-28)
La primera vez que madrileños y catalanes se enfrentaron en un partido de fútbol, no oficial, fue el 13 de mayo de 1902, cuando el Real Madrid Club de Fútbol contaba con dos meses oficiales de vida por casi dos años y medio del Fútbol Club Barcelona. El partido, correspondiente a la semifinal del Concurso Madrid de Foot-Ball Association —conocido popularmente como la Copa de la Coronación—, dejó clara la notable superioridad de los catalanes, más rodados y con numerosos extranjeros en sus filas, ganando con un resultado de 3-1. El Barcelona no pudo contar con todos sus jugadores de la primera plantilla, que venía de apabullar a sus rivales con resultados de escándalo en la segunda edición de la Copa Macaya (el primer campeonato oficial disputado en la península ibérica), así que tuvo que incluir en la expedición a miembros del segundo equipo. Se registraron silbidos en el Hipódromo de la Castellana de Madrid, contra los jugadores extranjeros del Barcelona.
| 1  | POR | Luis Puelles      |  |
| 2  | DEF | José Llobet       |  |
| 3  | DEF | Arthur Witty      |  |
| 4  | MED | Bartomeu Terrades |  |
| 5  | MED | George Meyer      |  |
| 6  | MED | Miquel Valdés     |  |
| 7  | DEL | John Parsons      |  |
| 8  | DEL | Hans Gamper       |  |
| 9  | DEL | Henry Morris      |  |
| 10 | DEL | Udo Steinberg     |  |
| 11 | DEL | Alfonso Albéniz   |  |

| 1  | POR | Juan Sevilla     |  |
| 2  | DEF | Rafael Molera    |  |
| 3  | DEF | Mario Giralt     |  |
| 4  | MED | José Góngora     |  |
| 5  | MED | Álvaro Spottorno |  |
| 6  | MED | José Palacios    |  |
| 7  | DEL | Arthur Johnson   |  |
| 8  | DEL | José Giralt      |  |
| 9  | DEL | Antonio Neyra    |  |
| 10 | DEL | Armando Giralt   |  |
| 11 | DEL | Eustaquio Celada |  |

| ?' · ?' · ?' | Udo Steinberg Henry Morris | 1–0 2–0 3–1 |

| ?' | Arthur Johnson | 2–1 |

| Principal | Luis Arana Urigüen, (jugador del Bizcaya) |

| 1  | POR | Luis Puelles      |  |
| 2  | DEF | José Llobet       |  |
| 3  | DEF | Arthur Witty      |  |
| 4  | MED | Bartomeu Terrades |  |
| 5  | MED | George Meyer      |  |
| 6  | MED | Miquel Valdés     |  |
| 7  | DEL | John Parsons      |  |
| 8  | DEL | Hans Gamper       |  |
| 9  | DEL | Henry Morris      |  |
| 10 | DEL | Udo Steinberg     |  |
| 11 | DEL | Alfonso Albéniz   |  |

| 1  | POR | Juan Sevilla     |  |
| 2  | DEF | Rafael Molera    |  |
| 3  | DEF | Mario Giralt     |  |
| 4  | MED | José Góngora     |  |
| 5  | MED | Álvaro Spottorno |  |
| 6  | MED | José Palacios    |  |
| 7  | DEL | Arthur Johnson   |  |
| 8  | DEL | José Giralt      |  |
| 9  | DEL | Antonio Neyra    |  |
| 10 | DEL | Armando Giralt   |  |
| 11 | DEL | Eustaquio Celada |  |

| ?' · ?' · ?' | Udo Steinberg Henry Morris | 1–0 2–0 3–1 |

| ?' | Arthur Johnson | 2–1 |

| Principal | Luis Arana Urigüen, (jugador del Bizcaya) |

| 1  | POR | Luis Puelles      |  |
| 2  | DEF | José Llobet       |  |
| 3  | DEF | Arthur Witty      |  |
| 4  | MED | Bartomeu Terrades |  |
| 5  | MED | George Meyer      |  |
| 6  | MED | Miquel Valdés     |  |
| 7  | DEL | John Parsons      |  |
| 8  | DEL | Hans Gamper       |  |
| 9  | DEL | Henry Morris      |  |
| 10 | DEL | Udo Steinberg     |  |
| 11 | DEL | Alfonso Albéniz   |  |

| 1  | POR | Juan Sevilla     |  |
| 2  | DEF | Rafael Molera    |  |
| 3  | DEF | Mario Giralt     |  |
| 4  | MED | José Góngora     |  |
| 5  | MED | Álvaro Spottorno |  |
| 6  | MED | José Palacios    |  |
| 7  | DEL | Arthur Johnson   |  |
| 8  | DEL | José Giralt      |  |
| 9  | DEL | Antonio Neyra    |  |
| 10 | DEL | Armando Giralt   |  |
| 11 | DEL | Eustaquio Celada |  |

| ?' · ?' · ?' | Udo Steinberg Henry Morris | 1–0 2–0 3–1 |

| ?' | Arthur Johnson | 2–1 |

| Principal | Luis Arana Urigüen, (jugador del Bizcaya) |

| 1  | POR | Luis Puelles      |  |
| 2  | DEF | José Llobet       |  |
| 3  | DEF | Arthur Witty      |  |
| 4  | MED | Bartomeu Terrades |  |
| 5  | MED | George Meyer      |  |
| 6  | MED | Miquel Valdés     |  |
| 7  | DEL | John Parsons      |  |
| 8  | DEL | Hans Gamper       |  |
| 9  | DEL | Henry Morris      |  |
| 10 | DEL | Udo Steinberg     |  |
| 11 | DEL | Alfonso Albéniz   |  |

| 1  | POR | Juan Sevilla     |  |
| 2  | DEF | Rafael Molera    |  |
| 3  | DEF | Mario Giralt     |  |
| 4  | MED | José Góngora     |  |
| 5  | MED | Álvaro Spottorno |  |
| 6  | MED | José Palacios    |  |
| 7  | DEL | Arthur Johnson   |  |
| 8  | DEL | José Giralt      |  |
| 9  | DEL | Antonio Neyra    |  |
| 10 | DEL | Armando Giralt   |  |
| 11 | DEL | Eustaquio Celada |  |

| ?' · ?' · ?' | Udo Steinberg Henry Morris | 1–0 2–0 3–1 |

| ?' | Arthur Johnson | 2–1 |

| Principal | Luis Arana Urigüen, (jugador del Bizcaya) |

Así lo recogieron las publicaciones madrileñas de la época:

“Este partido, desde el principio estuvo muy reñido, defendiéndose muy bien los madrileños contra los de Barcelona, que desde el primer momento se observó les llevaban considerable ventaja en facultades físicas y en experiencia del juego.”
Diario El Imparcial. Madrid.

“La lucha fue reñidísima, como demuestra el hecho de que solamente hicieran en los noventa minutos, tres “goals” los catalanes y uno los madrileños. Las ovaciones se repitieron infinidad de veces durante todo el partido, que se jugó muy bien y ordenadamente por parte de los de Barcelona y brillantemente y con grandes arrestos por los madrileños que jugaron de una manera magistral, teniendo en cuenta el poco entrenamiento de todos sus jugadores.”
Diario La Correspondencia de España. Madrid.

“El segundo partido se los disputaron el Madrid Foot-Ball Club y el Foot-Ball Club, de Barcelona. Perdieron los madrileños, haciendo un tanto, mientras que alcanzaron tres sus contrarios. Jugaron muy bien los madrileños; pero con la desventaja de ser casi todos gente nueva en este vigoroso “sport”. Sin embargo, llamó la atención por su fuerza, agilidad y sangre fría Mr. Thomson, que forma parte del Club de Madrid.”
Diario El Liberal. Madrid.

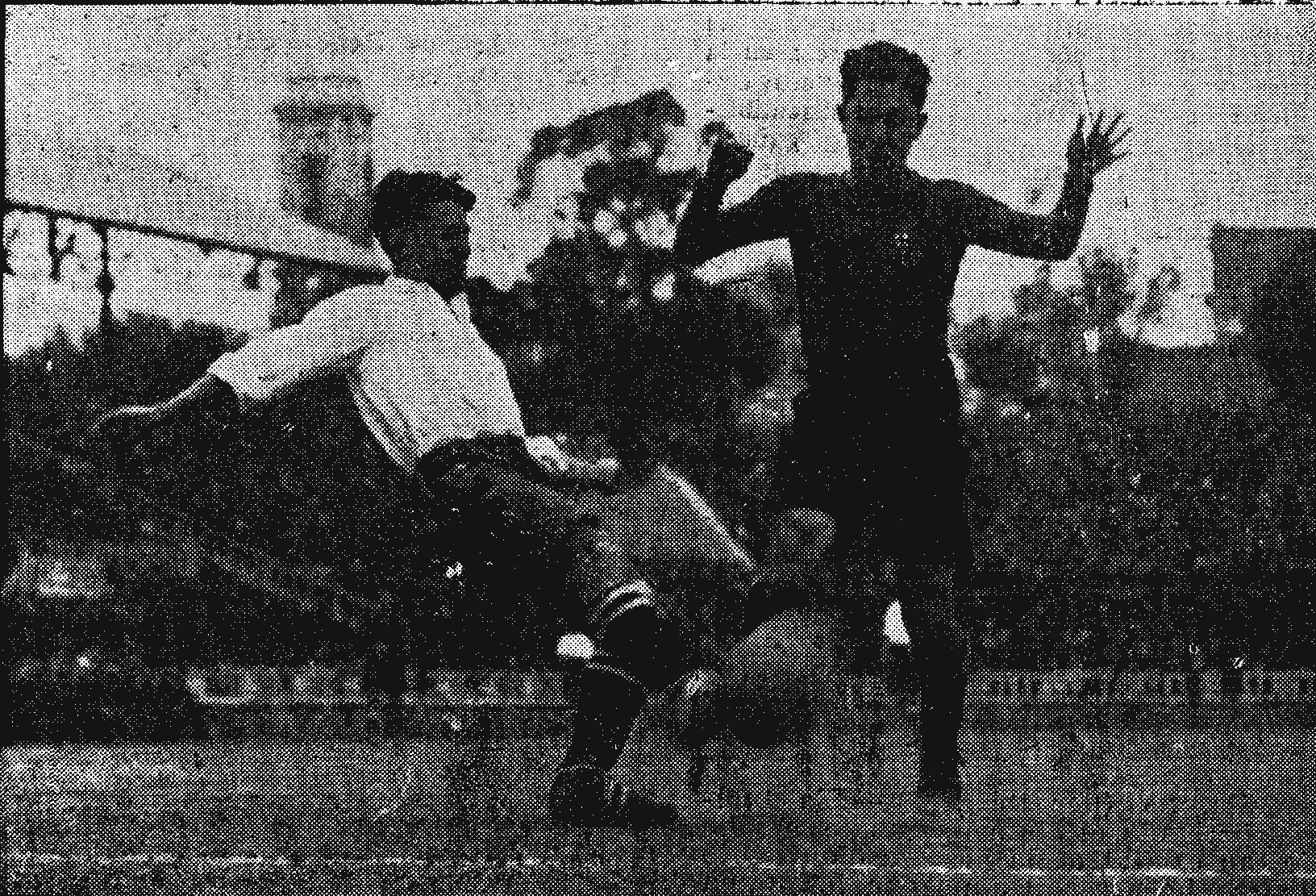
Eliminatoria del Campeonato de España 1926 (Félix Quesada y Paulino Alcántara; Las Corts).

Tras la competición se produjo el primer traspaso de un jugador entre ambos clubes. El 23 de mayo Alfonso Albéniz, hijo del célebre compositor gerundense Isaac Albéniz, recaló en el club madrileño como así confirmó una publicación de la época. En 1906 los madrileños realizaron su primera visita a Barcelona para jugar un partido amistoso. El partido estaba anunciado como un encuentro entre ambos clubes, pero los catalanes tenía muchas bajas y solo alineó a cuatro jugadores propios, mientras que el resto eran refuerzos de otros clubes, cinco de ellos del Club Español de Foot-Ball. Aunque el uso de otros jugadores en caso de necesidad era corriente en la época y las reseñas barcelonistas contabilizan el partido como victoria propia, tras el 5-2, realmente fue un encuentro frente a una selección de clubes barceloneses. Cabe destacar sin embargo, que en la época no existía aún la rivalidad ni la dimensión de repercusión que adquirieron posteriormente los partidos entre ambos clubes, es más, entre ellos existía aún un clima de cordialidad.
Durante la década de 1910 se enfrentaron un total de quince ocasiones, de las cuales cuatro encuentros fueron en el Campeonato de España —actual Copa del Rey—, siendo el resto de carácter amistoso pues hasta la temporada 1928-29 no nacería la competición de Liga en España. Los citados cuatro enfrentamientos oficiales correspondieron a la misma eliminatoria de la Copa del Rey de la temporada 1915-16, siendo el primero de ellos el primer encuentro oficial entre ambos equipos. Tras repartirse las victorias por 2-1 para los barcelonistas y 4-1 para los madrileños, hubieron de jugarse dos encuentros de desempate para dilucidar el vencedor del cruce. El primero de ellos finalizó con un empate seis goles en lo que es hasta la fecha el encuentro entre ambos con más goles, junto con el 11-1 ocurrido en las semifinales de 1943 y que quizá fue el detonante para que se hiciese ya patente una gran rivalidad entre los clubes más focalizada hasta entonces en una rivalidad interregional. En el definitivo partido de desempate que nos acontece, los madrileños se impusieron por 4-2 desequilibrando el balance oficial de enfrentamientos a su favor y siendo la primera vez que vivían un cruce eliminatorio.
Volvieron a cruzarse nuevamente en el Campeonato de España de Copa, en la edición de 1926, en unos encuentros que aún no ofrecían tanta repercusión. Pese a que las fuerzas se encontraban equilibradas, era el Athletic Club el equipo que dominaba el palmarés de la hasta el momento única competición oficial de clubes en España con nueve entorchados, por seis de los barcelonistas y cinco de los madrileños. El conjunto catalán fue el vencedor de los dos partidos y de la consiguiente eliminatoria, y darle la vuelta al balance. Se disputaron también algunos amistosos durante estos años, y finalmente los equipos se vieron las caras por primera vez en competición de Liga el 17 de febrero de 1929, acrecentando sus disputas.

### Comienzos del profesionalismo (1928-40)
Desde que se disputara la primera edición de la Liga española, en la temporada 1928-29, se vio el comienzo de una rivalidad que perdura hasta nuestros días. Aquella primera Liga fue un mano a mano entre ambos conjuntos, siendo los madrileños los primeros líderes históricos de una competición que dominaron casi en su totalidad hasta prácticamente el último momento. En su primer mano a mano ganaron los capitalinos por un 1-2 a domicilio en la segunda jornada; no obstante el equipo de la «ciudad condal» acabó la temporada alzando el primer título de Liga tras arrebatarle la primera posición al conjunto madridista en la última jornada merced a la derrota sufrida por estos frente al Athletic Club. El Real Madrid C. F. tuvo que esperar hasta la temporada 1931-32 para alzar su primer título de Liga, ganando el segundo de forma consecutiva. La edición de Liga 1934-35 dejó dos resultados históricos en la historia del clásico. El primero fue un 5-0 a favor de los catalanes —siendo la primera vez que alguno de los dos le endosaba ese resultado al rival— circunstancia que los madrileños devolvieron unas jornadas después el la que hasta la fecha era la mayor goleada vista en sus choques: un 8-2.
Durante la década de los años 30 disputaron un total de doce partidos de Liga, un partido de Copa y dos amistosos. Cabe destacar que el partido de Copa dipustado fue la final por el título de campeón que se jugó el 21 de junio de 1936, a menos de un mes del inicio de la guerra civil española. El resultado de aquella final fue favorable para los madridistas por 2-1. Debido a las circunstancias políticas del país, se suspendieron los eventos deportivos de nivel nacional y hubo que esperar al final de la guerra, en la temporada liguera de 1939-40, para ver un nuevo enfrentamiento.

### Aumenta la rivalidad (1940-50)
Hubo partidos con gran cantidad de goles durante esta década. La temporada 1942-43 fue la que dejó más goles en sus enfrentamientos tanto en Liga como en Copa. En campo visitante los blancos consiguieron sacar en Liga un empate a cinco, y una victoria por 3-0 en la capital, mientras que en la edición de Copa una victoria por 3-1 de los catalanes desataría las primeras rencillas entre ambos conjuntos.
Entretanto se jugaron las semifinales de Copa de la citada edición de 1943, y en el partido de ida vencieron los catalanes por un claro 3-0 que se antojaba difícil de remontar. En esa época la animadversión entre unos y otros en las gradas empezaba a hacerse patente, si bien es cierto que llevaba más eco desde Barcelona que al revés, circunstancia que constataron los pitos que recibía el equipo madridista en sus visitas a Les Corts. Aquel día ocurrió de igual manera, como quedó reflejado en las publicaciones, y fue un hecho que en Madrid molestó en gran manera, de forma que el presidente barcelonista envió una misiva al club madrileño a modo de disculpa por la pitada:

“fue totalmente ahogada con la gran ovación que los 38.200 espectadores dedicaron al club, que después del suyo, goza de las preferencias de nuestros socios, [...] teniendo interés en seguir honrados con la amistad de ese gran Club, de la que tantas pruebas tenemos recibidas.”
Enrique Piñeyro Queralt. Mes de junio de 1943. Barcelona.

Sin embargo la prensa madrileña, que calificó el suceso como un insulto, propició que hubiese un ambiente hostil a la llegada del equipo catalán para disputar el partido de vuelta. Desde su aterrizaje los jugadores visitantes sufrieron una intimidación que se vio posteriormente reflejada en el campo, llegando incluso a testificar de la presencia de las autoridades de la Seguridad Nacional y del Consejo de Deportes en su vestuario alertándoles sobre la imposibilidad de garantizar su seguridad para con el hostil público, mientras que desde Barcelona se aseguraba que sufrieron aún más presión e intimidación por dichas autoridades. En cualquier caso, el partido finalizó con un sorprendente 11-1 favorable a los madrileños en la que es hasta la actualidad la mayor goleada conseguida por alguno de los contendientes y que provocó la dimisión del presidente Enrique Piñeyro. La reacción desde Barcelona no se hizo esperar, con una crónica de Juan Antonio Samaranch —periodista deportivo en la época para la Prensa del Movimiento Nacional, aficionado del Espanyol, y que llegó a ser presidente del Comité Olímpico Internacional (COI)— que le supuso la retirada de su carné de periodista y el derecho a ejercer como tal:

“¡11-1! Con 3-0 a su favor en la ida está eliminado el equipo que más posibilidades tenía para llegar al título de Campeón de España. No se martiricen pensando en las causas de estos hechos los incondicionales del Barcelona. Es un buen consejo. No hay que buscar culpables, porque no los hay en el "equipo". Ya hemos dicho que el Barcelona no jugó ni bien ni mal. No existió. No se le vio en toda la tarde: era lo mejor que podía pasar en aquellas circunstancias. Así han quedado las cosas y hasta aquí podía llegar. Para ellos es la final. Son lo mismo 11 que 50. Pero esto ha sucedido a costa de perder Madrid y el Madrid aquella fama de caballerosidad de que tanto y tantas veces nos hablaban esos cronistas de gran renombre y prestigio, que más bien en lugar de dar ánimos como era su obligación han sido lo que han inducido a crear el estado de ánimo para superar el 3-0 favorable al Barcelona con un resultado y una descortesía mucho mayores”
Juan Antonio Samaranch. Mes de junio de 1943. Barcelona.

Mucho se ha debatido sobre las circunstancias que rodearon a aquel encuentro, donde las confusas palabras de Samaranch no ayudaron a aclarar los hechos.
En los sucesivos años se vieron diversas goleadas por ambos bandos, resaltando otro 5-0 de los catalanes o un 6-1 de los madrileños, cerrando la década con un empate a resultados y obteniendo ambos las mismas victorias. Durante estos años el C. F. Barcelona consiguió tres Ligas, una Copa y una Copa Latina por dos Copas del Real Madrid C. F. sin conseguir ningún campeonato de Liga, del que hacía ya diecisiete años desde su último título. A ellos habría que sumar un título para cada equipo de la Copa Eva Duarte, predecesora de la Supercopa de España.

### Máxima disputa en el trasfondo del «caso Di Stéfano» (1950-60)

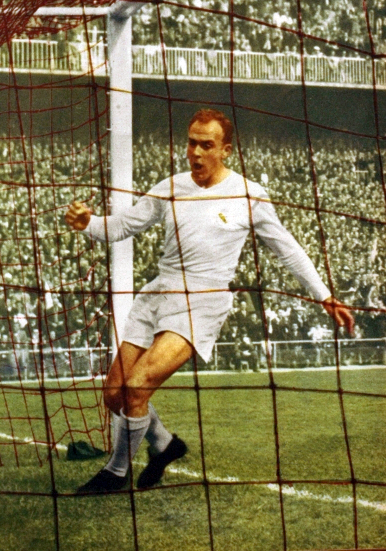
Alfredo Di Stéfano fue el gran baluarte para que el conjunto madridista marcase una época en el panorama futbolístico.

Durante la década de los cincuenta ambos conjuntos dominaron las dos principales competiciones de España. Mientras que los madrileños destacaron tanto en la Liga como en la Copa de Europa, los catalanes lo hicieron en Liga y Copa del Rey. En los primeros años era el conjunto barcelonista el que de la mano de su figura Ladislao Kubala llevaron la iniciativa hasta que se produjo uno de los hechos que más contribuyeron a la histórica rivalidad: el fichaje de Alfredo Di Stéfano.
El jugador llamó la atención de ambos clubes durante las Bodas de Oro del Real Madrid Club de Fútbol donde fue el jugador argentino fue la figura más destacada del triangular disputado entre madrileños, el Idrottsföreningen Kamraterna Norrköping sueco y el Club Deportivo Los Millonarios colombiano, equipo donde militaba el jugador. Desde ese momento se vivió uno de los casos más controvertidos en la historia del fútbol por la disputa de conseguir su contratación. El FC Barcelona se adelantó al Real Madrid adquiriendo los derechos del traspaso al River Plate, pero no quiso reconocer los del Millonarios dejando la puerta abierta al Real Madrid que si llegó a un acuerdo con el club colombiano.Este error de los catalanes hizo que intervenir la Federación Internacional de Fútbol Asociación (FIFA) para solucionar el fichaje. Ambos clubes reclamaban la potestad por el jugador al poseer cada equipo la mitad de su traspaso, adquiridos uno al Club Atlético River Plate —club del jugador antes de recalar en el conjunto colombiano y que aún poseía derechos sobre él— y otro al mencionado C. D. Los Millonarios, poseedor de la otra mitad. El Pacto de Lima que afectaba a los clubes sudamericanos agravó una situación que finalmente llegó a la resolución de que el futbolista jugase intercaladamente en ambos clubes. Ninguno de los clubs quedó satisfecho con la decisión, pero el club barcelonista cometió un segundo error y se deshizo del jugador vendiéndole su parte al club madrileño y así recuperar la inversión realizada. Desde su contratación, el club madrileño se convirtió en el mejor club del panorama futbolístico, cambiando el rumbo de la entidad.
Con la llegada del jugador los madrileños consiguieron de forma consecutiva cuatro títulos de Liga, mientras que alzaron cinco Copas de Europa —también de manera consecutiva—, dos Copas Latinas y una Copa Intercontinental, resaltando dos dobletes de Liga y Copa de Europa en las temporadas 1956-57 y 1957-58, hazaña que solo ha vuelto a repetir en la temporada 2016-2017. Sin embargo, no sería hasta a partir de la siguiente década cuando se desmarcarían respecto a sus rivales. Hecho especial se produjo a finales de la década cuando los dos equipos se enfrentaron por primera vez en una competición internacional. En la citada quinta edición de la Copa de Europa ambos equipos disputaron un puesto para los cuartos de final, a la que accedieron los madrileños tras vencer los dos partidos de la eliminatoria por 3-1.
Por su parte, los barcelonistas consiguieron durante la década otras cuatro Ligas y cinco Copas, destacando tres dobletes nacionales en dicho período y una gran regularidad en sus participaciones además de dos títulos de la Copa Eva Duarte, uno de la Copa Latina y dos de la Copa de Ciudades en Feria, una competición que únicamente pudieron disputar las ciudades europeas que albergaran ferias de muestras internacionales y que fue años más tarde reconocida como competición oficial, no sin controversia aún latente ya que no fue organizada ni auspiciada por la Unión Europea de Asociaciones de Fútbol (UEFA) —entidad reguladora del fútbol europeo y sus competiciones—, además de comenzar como una disputa de combinados de fútbol, en contraposición con otras competiciones que en la misma tesitura de estar organizadas bajo otros estamentos futbolísticos no gozaron del mismo reconocimiento. La primera edición fue disputada y ganada por un combinado de la ciudad de Barcelona frente a una selección de la ciudad de Londres en una competición que duró tres años y se le reconoció posteriormente al club catalán, y la segunda fue frente al Birmingham City Football Club en dos años de competencia.

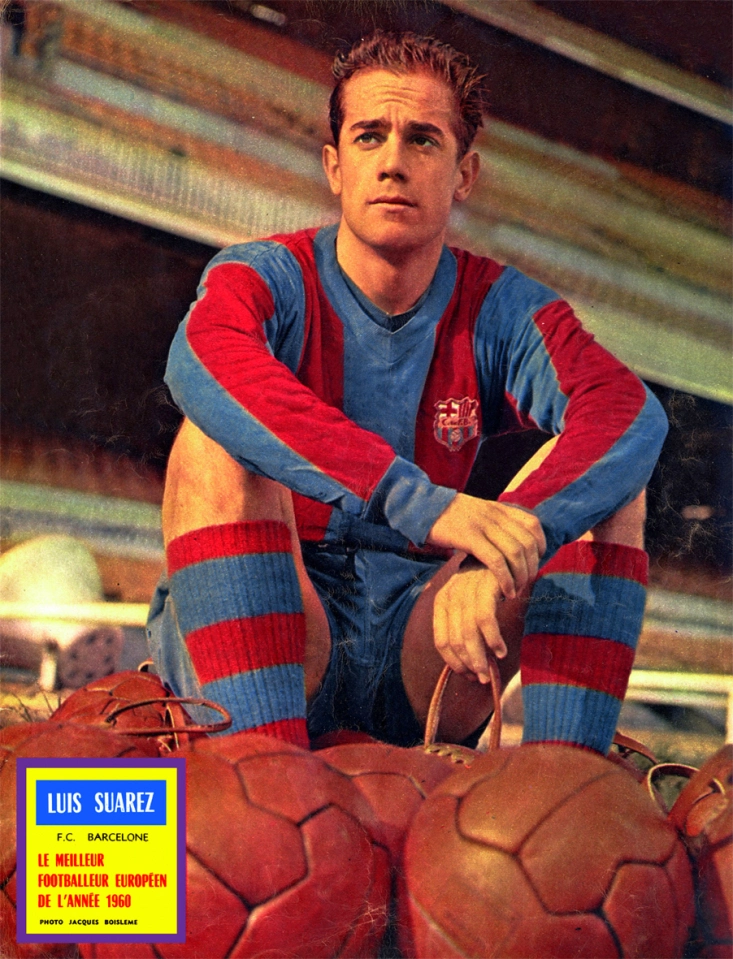
Luis Suárez Miramontes, el primer jugador del Barcelona en ganar el Balón de Oro, en 1960.

Entre sus enfrentamientos más destacados resaltaron el correspondiente a la temporada 1950-51, cuando los catalanes vencieron como locales por 7-2, mientras que los madridistas vencieron también como locales por 5-0 en la temporada 1953-54 como mejores resultados para cada uno. Sus rendimientos en campo propio fue casi inexpugnable, destacando la racha de victorias de los madridistas en la competición de Liga, en la que durante dicha década contaron todos sus partidos por victorias.
Una curiosidad de esta época fue el ver como dos de los jugadores más emblemáticos de ambos clubes, Ladislao Kubala y Alfredo Di Stéfano, lucieron ambas camisetas. El primero, jugador del C. F. Barcelona, vistió la camiseta blanca en el partido homenaje concedido por los madridistas a su emblemático exjugador Luis Molowny. El segundo, jugador del Real Madrid C. F., vistió la camiseta azulgrana con motivo del homenaje al primero tras su retirada. Hechos sin embargo que no dejan de ser particularidades, ya que era muy habitual en la época la cesión de jugadores a otros clubes para disputas no oficiales o de carácter amistoso.

### La dominación «vikinga» y la decadencia «culé» (1960-70)
La igualdad vivida en la década anterior dejó a los madridistas como los dominadores del panorama. Sus actuaciones les valieron para ser denominados como «los vikingos» debido a la supremacía desplegada en su juego, llevándoles a dominar el panorama europeo y conquistando en esta década una sexta Copa de Europa. La igualdad en las competiciones españolas se decantó también finalmente del lado de los madrileños, llegando a conquistar el título de Liga en ocho ocasiones por dos del campeonato de Copa —por ninguna y cuatro respectivamente de los barcelonistas—. Así, los éxitos logrados durante la segunda mitad de los años cincuenta y la década de los sesenta consiguieron que los capitalinos lograsen distanciarse respecto al resto de equipos en materia de títulos y palmarés.
Pese al escaso bagaje de los catalanes, se produjo tras las primeras cinco Copas de Europa logradas por los madrileños la primera eliminación de estos en la competición. Fue en la edición de 1960-61 cuando el C. F. Barcelona se convirtió en el primer equipo en eliminar al Real Madrid C. F., no sin polémica, tras anulársele a estos últimos en el partido de vuelta tres goles y no concederles el árbitro de la contienda un gol fantasma, circunstancia que permitió finalmente a los azulgranas alcanzar su primera final en la competición en la que cayó derrotado frente al Sport Lisboa e Benfica portugués. La final de Berna de 1961 fue conocida como la "final de los postes cuadrados", debido a que hasta en cuatro veces le negaron el gol al conjunto azulgrana. Desde aquel día se eliminaron los postes cuadrados para implementarse los actuales cilíndricos. Curiosamente el equipo luso también derrotaría en la final de la siguiente edición a los madrileños. Los catalanes iniciaron así una etapa decadente en este decenio, de la que no se recuperó hasta muchos años después.
Ladislao Kubala entrenador y emblemático exjugador del C. F. Barcelona llevaba casi trece años sin ver a su familia debido a los conflictos políticos de los países del régimen comunista, entre los que se encontraba Hungría —su país natal—, y España —aún bajo la dictadura derechista—. Entre ellos, no estaba permitida la entrada en el país de ninguna persona que formase parte de los países comunistas.
En un acto deportivo en Budapest, tras meditar unos segundos ante la petición de los presentes de que expresase un deseo que pudieran realizar los húngaros para honrarle, Santiago Bernabéu respondió:

“Vive en España un hombre que ustedes conocen muy bien. Se llama Ladislao Kubala. Van a hacer casi trece años que desea abrazar a su anciana madre que sigue viviendo en Hungría. Ustedes saben, tanto como yo, que diversos problemas de orden político impiden que estos dos seres se puedan ver. Yo quiero en estos instantes que ustedes me ofrezcan la posibilidad de brindar a Kubala, que no juega para mi club, el abrazo de su madre...”
Santiago Bernabéu. Mes de diciembre de 1961. Budapest.

Pocos días después, su madre viajaba a España merced a un visado especial para pasar las navidades con sus nietos y su hijo, manifestando la filosofía del club en anteponer a las personas antes que las entidades.
En las contiendas deportivas, los encuentros disputados entre ambos equipos en siguieron teniendo un predominio blanco, dejando en la historia una nueva polémica arbitral correspondiente a la final de Copa disputada en el Nuevo Estadio de Chamartín en 1968. Durante el mismo, «los blancos» reclamaron dos penaltis no concedidos por el colegiado Antonio Rigo, hecho que propició el lanzamiento de botellas desde la grada quedando desde entonces recordada como «la final de las botellas». El lanzamiento masivo de botellas de vidrio al césped del estadio por parte del público madridista en los instantes finales del partido provocó que el terreno de juego acabase cubierto de vidrio y plástico. Este incidente significó la prohibición de las bebidas en vidrio de los campos de fútbol españoles. Fue uno de los sucesos más recordados de sus enfrentamientos y uno de los que más marcó la rivalidad entre ambos, propiciando unas polémicas declaraciones del presidente del Real Madrid:

“No están en lo cierto quienes dicen que no admiro a Cataluña. La quiero y la admiro, a pesar de los catalanes».”
Declaraciones de Santiago Bernabéu.

En la siguiente eliminatoria de Copa, en 1970, los barcelonistas protestaron un penalti concedido por el colegiado Emilio Carlos Guruceta a favor de los madrileños tras una falta producida fuera del área. Las protestas, acompañadas con amenazas de retirarse del partido siguió con el lanzamiento de almohadillas y botellas por parte del público local, alcanzando una al técnico visitante Miguel Muñoz, hechos que ocasionaron la suspensión del encuentro. Lejos de arreglarse la ya fuerte rivalidad se incitó con declaraciones de los dirigentes señalando los errores arbitrales como uno de los focos también a tener en cuenta en los choques.
El balance entre ambos equipos se vio alterado durante los años venideros, no volviéndose a equilibrar hasta finales de siglo, tras superar el club catalán diversos problemas económicos y haber superado la sombra de una desaparición para retomar el rumbo de los éxitos que sin embargo no se empañaron del todo en la época con la consecución de una nueva Copa de Ciudades en Feria completando un palmarés total de tres entorchados, pero aún lejos de los éxitos madridistas.

### La llegada de Cruyff equilibra las disputas (1970-80)

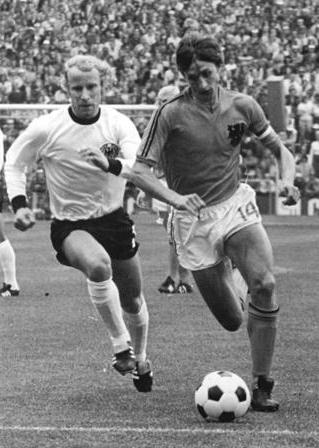
Johan Cruyff, considerado uno de los mejores futbolistas de la historia, llegó al Fútbol Club Barcelona en los años 70 como jugador y años después fue su entrenador llevándole a conquistar su mayor conquista hasta la fecha, la Copa de Europa.

Con la nueva década el equipo barcelonista comenzó una etapa mejor que las predecesoras, aunque pese a contratar para sus filas al jugador neerlandés Johan Cruyff —considerado posteriormente como uno de los mejores futbolistas de la historia— no pudo tampoco doblegar a los madrileños que sin embargo no ofrecieron un potencial tan abrumador como años atrás. Las fuerzas entre ambos se vieron equilibradas con la llegada de este futbolista, aunque se vieron los peores registros goleadores hasta la fecha en sus enfrentamientos. Los catalanes consiguieron el título de Liga en la temporada 1973-74 tras catorce años sin conseguir dicho trofeo. Además, al futbolista neerlandés también se debió la goleada endosada a los madrileños en el «Estadio de Chamartín» por 0-5. Al año siguiente, y para evitar otro resultado semejante, quedó para la historia el marcaje de José Antonio Camacho al jugador neerlandés dando con la victoria del equipo madrileño. En esta década «los blaugranas» también consiguieron dos Copas y una Recopa de Europa —una nueva competición que enfrentaba a los respectivos vencedores de los campeonatos domésticos de Copa—.
Por su parte «los blancos» consiguieron seis títulos de Liga y tres Copas en la época en la que surgieron varios significativos cambios generacionales antes de la que resultaría ser una de las más relevantes y significativas generaciones del club: la «Quinta del Buitre». Durante la época el club madrileño destacó por un gran trabajo en sus categorías inferiores, siendo la base de sus proyectos deportivos, viéndose coronado con la disputa de una final de Copa en la edición de 1979-80 en la que los madridistas se enfrentaron a su equipo filial, el Castilla Club de Fútbol.
Cabe destacar el cambio de tendencia en cuanto a rivalidad sufrida durante estos años. El reciente crecimiento futbolístico del Club Atlético de Madrid madrileño propició que durante este período los madridistas viesen en los rojiblancos al rival a batir —ya que no en vano siempre fue el verdadero rival histórico del Real Madrid C. F.— como así expresaron sus jugadores en más de una ocasión, como por ejemplo Pirri —jugador de la época—:

"Parece que la rivalidad sea con el F. C. Barcelona, pero históricamente nuestro rival era el Atlético de Madrid."
José Martínez Sánchez «Pirri». 7 de noviembre de 2010. Madrid.

En cambio, el F. C. Barcelona vio como sus enfrentamientos con su correspondiente rival histórico, el Real Club Deportivo Español, también se hicieron más aguerridos debido al fichaje de una de las promesas del club españolista: José Cano López Canito, a quien se le auguraba una magnífica proyección. Desde ese momento, el club blanquiazul ha visto como la mayor repercusión y poderío del club barcelonista ha ido menguando no sin polémica de la cantera españolista de la que ha ido nutriéndose propiciando un aumento de la rivalidad entre ambos clubes.

### Los catalanes invierten la tendencia pese a «La Quinta del Buitre» (1980-90)
El dominio de los equipos vascos durante los primeros años de la década motivó que el F. C. Barcelona consiguiese un único título de Liga en la temporada 1984-85 mientras que el Real Madrid C. F., abanderado por una nueva generación de canteranos conocida como «La Quinta del Buitre», logró conquistar cinco títulos de manera consecutiva de la máxima competición de clubes en España —récord vigente y sin igualar a fecha de 2025—.
En cuanto al resto de competiciones, en la Copa del Rey los catalanes consiguieron levantar cuatro títulos, dos más que los madrileños que les permitieron a su vez lograr conquistar una y tres Supercopas de España respectivamente, pudiendo haberse incrementado en dos más en el caso de los madrileños, ya que no disputaron dos ediciones al no encontrar fechas para su celebración con el rival en cuestión. Los éxitos se cerraron con dos Copas de la Liga para los blaugranas y una para los blancos en la que fue una nueva competición a disputar entre los equipos participantes en la Primera División. Ocho y once títulos fue el balance de ambos conjuntos en su territorio, mientras que de nuevo ambos volverían a conquistar un título europeo no sin sendas decepciones antes: dos derrotas en la máxima competición de clubes en el Viejo Continente, la Copa de Europa.
En la edición de 1980-81 fueron los madrileños los que de la mano del equipo conocido como el «Madrid de los García» —generación anterior a la «Quinta del Buitre»— perderían primero frente al Liverpool Football Club por 1-0 y se quedaron a las puertas de una nueva final en la edición de 1987-88 tras sufrir una dolorosa eliminación en semifinales frente al Philips Sport Vereniging de Eindhoven en un partido que sería recordado en España como la «Noche negra de Eindhoven»; mientras, en la edición de 1985-86 fueron los barcelonistas los que cayeron derrotados por 2-0 en la tanda de penaltis tras el 0-0 final a manos del Fotbal Club Steaua București.
En cuanto a los éxitos, levantaron dos títulos cada uno: dos Recopas de Europa para el F. C. Barcelona —en 1981-82 y en 1988-89—, y dos Copas de la UEFA para el Real Madrid C. F. —en la temporada 1984-85 y en la 1985-86 siendo el primer club en revalidar el título— cerrando así la mejor década en cuanto a títulos para los capitalinos.
Durante esta década se produjo uno de los más sonados traspasos entre ambos clubes. El controvertido jugador alemán Bernd Schuster recaló en el club madrileño tras ocho años en Barcelona en los que dejó numerosas imágenes para la polémica entre ambos clubes, siendo la más recordada el corte de mangas dedicado a la afición blanca tras la consecución del gol definitivo para los barcelonistas en la final de Copa de la temporada 1982-83 dejando sin títulos a los madrileños esa temporada, motivo por el que se le recordó como el de los «cinco subcampeonatos» tras quedarse a las puertas en las cinco competiciones disputadas. Otro nombre a ser destacado junto con el del alemán en el tinte de la polémica entre ambos clubes fue el del delantero mexicano Hugo Sánchez, quien tras vencer en el partido de ida de la Supercopa de España de 1990 en el Camp Nou dedicó un polémico gesto a la grada provocando un gran enfado en la cúpula barcelonista.
Respecto a los partidos disputados, por vez primera desde los primeros años del fútbol español el F. C. Barcelona consiguió cambiar la tendencia doblegando a los madrileños en el particular enfrentamiento directo. Sin duda la llegada de nuevo al club catalán del neerlandés Johan Cruyff —esta vez como entrenador— marcó un antes y un después en la historia del club por la cosecha de títulos que conseguiría a lo largo de su etapa al frente del equipo y por la filosofía que acabaron adoptando y que continúa presente en la actualidad.

### Barcelona domina los 90 (1990-00)

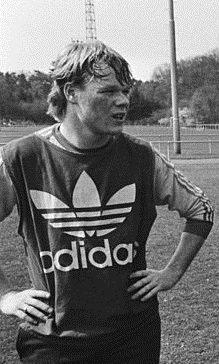
Ronald Koeman, autor del tanto que dio al club barcelonista su primera Copa de Europa cambiando el rumbo del club.

La primera mitad de la década de los noventa tuvo color azulgrana. El apodado como «Dream Team» —en referencia a la selección estadounidense de baloncesto, de quien tomó el seudónimo— consiguió al fin proclamarse campeón de Europa en temporada 1991-92 tras el gol de Ronald Koeman en la prórroga frente a la Unione Calcio Sampdoria siendo el momento más glorioso del club hasta entonces como así escribieron algunos de los más reconocidos periodistas de la «ciudad condal»:

“Minuto 111. Wembley. Falta. Stoichkov empuja suavemente la pelota. Bakero la para y la pierna derecha de Koeman rompe el balón, la barrera, la red.” [...] “mata los fantasmas del pasado, coloca al Barça en la historia y abre un futuro esplendoroso”.
Santi Nolla. 21 de mayo de 1992. Barcelona.

Al éxito se sumaron cuatro Ligas consecutivas, tras las cinco logradas por los madrileños, aunque dejaron anécdotas y dudas en la comparativa para el recuerdo al ser logradas tras una sucesión de carambolas. En el primero de ellos, los blancos realizaron el «pasillo de campeón» en su propio estadio a los barcelonistas; en las siguientes dos, el Real Madrid C. F. fue el dominador de sendos campeonatos hasta la disputa del último partido. En ellos, el destino quiso enfrentarle repetidamente al Club Deportivo Tenerife quien tras vencerles en ambos encuentros, dieron con el título para el F. C. Barcelona quedando para la historia como «las Ligas de Tenerife» de doloroso recuerdo para los madridistas; mientras que la última se dio de nuevo en la última jornada gracias al empate del Real Club Deportivo de La Coruña frente al Valencia Club de Fútbol tras fallar Miroslav Đukić un penalti.
Sin embargo, el fútbol del equipo barcelonista evolucionó de la mano de Cruyff quien llevó a cabo sus planteamientos sobre el fútbol total —un juego basado fundamentalmente en el ataque y la vistosidad desarrollado tanto por la selección húngara conocida como los «Magiares mágicos», como por la selección neerlandesa conocida como la «Naranja mecánica» de la que Cruyff formó parte—. Los resultados avalaron esta manera de entender el fútbol, y tuvo tal repercusión que a día de hoy el F. C. Barcelona siguió la estela marcada por esa filosofía. Antes de finalizar la década, consiguieron dos títulos más de Liga, dos Copas, cuatro Supercopas de España, una Recopa de Europa y dos Supercopas de Europa.

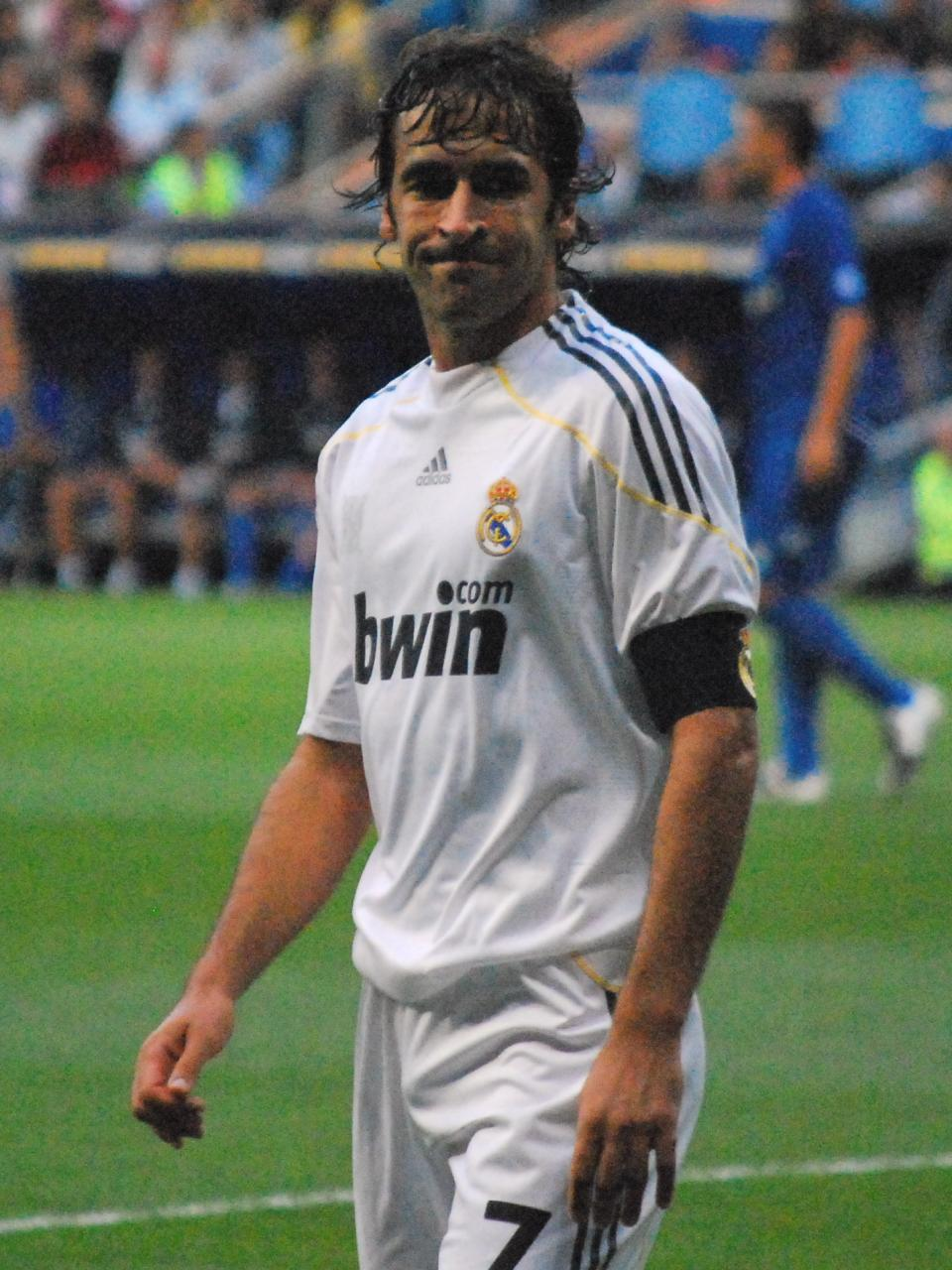
Raúl fue clave en muchos clásicos. Su trayectoria hizo de él un símbolo para el madridismo siendo en la actualidad el jugador con más partidos en la historia blanca con 741 encuentros.

Mientras tanto el Real Madrid C. F. consigue una Copa, dos Supercopas de España, dos Ligas que sentaron las bases para la nueva etapa de oro del club madrileño. La llegada al primer equipo del joven canterano Raúl González, insignia y capitán del club durante los años venideros, invertiría los éxitos llevando al equipo a dominar nuevamente Europa. Tras treinta y dos años de espera, finalmente consiguieron levantar dos nuevas Copa de Europa —rebautizada como Liga de Campeones—, siendo bautizada la primera de ellas como «La séptima», de especial repercusión para los madridistas marcando un nuevo punto de inflexión en el club como así manifestó Fernando Hierro, uno de los capitanes y buques insignia del equipo:

“Era la oportunidad de nuestras vidas y no se nos podía escapar; para el madridismo fue un despertar”.
Fernando Hierro. 19 de mayo de 2010. Madrid.

A ellas se sumó en la nueva década una tercera, mientras que también se conquistó una Copa Iberoamericana y una Copa Intercontinental llevando al club de nuevo a lo más alto del panorama internacional, gracias sobre todo a un protagonismo notorio de Raúl González, uno de los líderes del equipo. Especial repercusión tuvo el jugador en la historia de la rivalidad al convertirse por ejemplo durante su trayectoria en el segundo jugador que más goles endosó al rival en la historia de los enfrentamientos entre ambos equipos situándose tan solo por detrás de Alfredo Di Stéfano.
Entre los enfrentamientos directos en esta rivalidad, cabe destacar el 5-0 que endosó el equipo «culé» al Real Madrid C. F. en la temporada 1993-94, que fue devuelta justo un año después por un equipo «merengue» en el que militaban en aquel entonces Luis Enrique y Michael Laudrup, otros dos de los casos más sonados traspasos entre ambos clubes. En el caso del asturiano, terminó recalando en el equipo barcelonista tras un discreto rendimiento en la capital que le valió la no renovación de su contrato, y finalizó en uno de los casos de mayor desdeña, mientras que en el caso del danés, ídolo en Barcelona dejó el club para recalar junto a los madrileños y vivir en ambos bandos sendas goleadas.
Los buenos años cosechados al principio de la década por los barcelonistas no fueron suficientes para invertir el balance de títulos entre ambos. Pese a ello, en lo sucesivo se viviría la máxima igualdad entre ambos conjuntos en la histórica rivalidad que vio como a finales de los años noventa dejó dos nuevas imágenes que acrecentaron su rivalidad. Los jugadores Giovanni Silva y Raúl González protagonizaron dos polémicas celebraciones hacia el público rival tras marcar un gol. El primero dedicó un corte de mangas por el que fue sancionado por el Comité de Competición, mientras que el segundo mandó callar a la afición barcelonista.

### Los mejores clubes de ambos siglos (2000-10)
Merced al historial cosechado durante sus casi cien años de existencia en el siglo xx los madridistas fueron galardonados por la Federación Internacional de Fútbol Asociación (FIFA) como el Mejor club del siglo —recibiendo un total de ochenta y tres votos de 196 posibles (un 42,35%)—, mientras que el conjunto barcelonista recibió once votos (el 5,61%) situándose en cuarta posición. Además, el club madrileño fue designado también por la Federación Internacional de Historia y Estadística de Fútbol (IFFHS) como el Mejor club europeo siglo XX con 563,50 puntos por 458 de los catalanes, que se situaron terceros; y también designado Mejor club del mundo del siglo XX según la IFFHS.
En la comparativa total antes del nuevo siglo, los madridistas dominan el particular encuentro directo tanto en sus enfrentamientos directos como en el balance de títulos oficiales que continuó de tal forma en el nuevo siglo, pese a la igualdad mostrada por ambos clubes, en la que los madrileños conquistaron diez títulos por trece de los barceloneses en una de las etapas más igualadas que se recuerdan a lo largo de la ya histórica rivalidad, que vio en los primeros años como el Real Madrid C. F. continuó la senda de éxitos antes de ceder el testigo al F. C. Barcelona.
La década dejó un enfrentamiento de ambos en la máxima competición europea, la Liga de Campeones, quien no veía un duelo entre ambos desde hacía más de cuarenta años. Los blancos ganaron ambos encuentros correspondientes a las semifinales de la edición de 2001-02 teniendo especial mención la victoria lograda por 0-2 en Barcelona para un 3-1 total.
En cuanto a las competiciones domésticas resaltó notablemente durante la década la poca eficacia mostrada por ambos en la competición más antigua de España —la Copa del Rey—. Ambos clubes parecieron dar preferencia al resto de competiciones permitiendo que otros clubes pudieran luchar por inscribir sus nombres en el palmarés mientras que ambos protagonizaron recuerdos de poca gratificación para sus respectivas aficiones, como eliminaciones tempranas a manos de equipos de categorías menores, ya que no en vano son dos de los más laureados en la histórica competición. Por parte del club catalán los hechos se sumaron al hecho acontecido en la edición de 1999-00 en la que llegó todavía más lejos en su desafecto por el torneo tras retirarse del mismo alegando no disponer de los futbolistas necesarios para disputar una eliminatoria como así manifestó en un comunicado y antes del encuentro en cuestión, a riesgo de una fuerte sanción que nunca llegó a producirse:

“El Barcelona no puede acceder a que sus jugadores disputen el partido, porque entiende que su convocatoria es nula de pleno derecho; vulnera los derechos deportivos, sociales y económicos del F. C. Barcelona; y finalmente porque no puede sumarse a una decisión federativa que entraña la adulteración, desvalorización y desprestigio de una competición oficial, ni puede asumir la responsabilidad de participar en la farsa en que consistiría la disputa de este partido en las condiciones en que lo ha situado la Federación, porque todo ello entrañaría una falta de respeto al adversario, a los socios, al público, a los patrocinadores y al Rey. [...] La decisión de no jugar es unánime. Estoy completamente de acuerdo. No implica esto romper con la Federación porque Joan Gaspart es nuestro representante. No había visto nada igual en setenta años.”
Junta directiva del F. C. Barcelona y Nicolau Casaus. Mes de abril de 2000. Barcelona.

La polémica entre ambos vivió uno de sus puntos más álgidos cuando a las puertas del nuevo decenio Luís Figo, capitán y emblema del F. C. Barcelona, firmó con el Real Madrid C. F. tras un acuerdo entre los clubes, desatando las iras en los seguidores barcelonistas que llegaron a tildar al jugador de traidor, sufriendo el futbolista sus iras en el partido de Liga jugado en el Camp Nou conocido como «la noche del cochinillo». El jugador, insignia del apodado por los medios como el «Madrid de los galácticos» y por el que antes del polémico traspaso los clubes ya se disputaron su contratación, fue uno de los artífices de otra de las grandes etapas del club madrileño antes de que los catalanes tomaran el relevo.

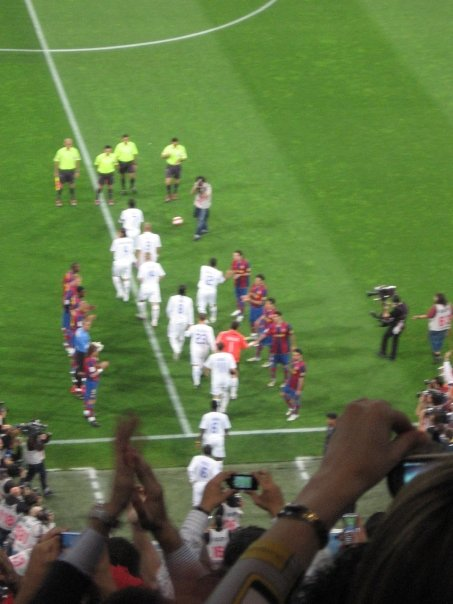
«Pasillo al campeón» realizado por los jugadores barcelonistas al Real Madrid.

Con la llegada de Ronaldinho —otro caso de disputa por su fichaje entre los clubes— el F. C. Barcelona comenzó a escribir los mejores años de su historia, comenzando por relevar a los madrileños en los éxitos tanto en la máxima competición europea, llegándola a conquistar en dos ocasiones tras catorce años desde la primera, como en la máxima competición nacional en la que fueron los dominadores de los últimos años con la excepción de dos temporadas en la que los madrileños protagonizaron dos anécdotas para el recuerdo. En la primera de ellas bautizada como «La Liga del clavo ardiendo» o la «Liga Cesarini», debido a la dura lucha por el título con el Sevilla F. C. y el F. C. Barcelona, los madrileños hicieron gala de la casta histórica que les caracterizó en los años ochenta, y sin perder la fe empezaron una escalada hacia el primer puesto caracterizada por las numerosas remontadas que llevó a cabo en los últimos instantes de cada partido, en la llamada "Zona Cesarini". El siguiente entorchado fue recordado por el día en el que los catalanes visitaron el Estadio Santiago Bernabéu para el correspondiente encuentro de Liga, en donde tras haberse proclamado campeones matemáticos, los barcelonistas les recibieron con el «pasillo de campeón» para finalizar a dieciocho puntos en la tabla.
En la temporada siguiente los honores recayeron del otro lado y en el mismo escenario. Con los equipos prácticamente igualados en la tabla se produjo una de las mayores goleadas de los barcelonistas en el feudo madridista. Un 2-6 decantó la Liga del lado de los primeros iniciando una etapa de dominio en España a manos del recién estrenado nuevo entrenador Pep Guardiola, mientras que los madrileños vieron acrecentada una crisis institucional en la que no levantaron ningún título en tres años. El entrenador catalán llevó al club a sus mejores registros, además de contribuir como uno de los principales artífices a que fuese considerado como el Mejor club del nuevo siglo por la ya citada IFFHS tanto mundial como europeamente —relevando así a los madridistas, tercero en ambas nuevas designaciones—.
Entre sus hazañas —las cuales le valieron el sobrenombre de «el Pep Team»— destacó uno por encima del resto al ser la primera y única vez que se dio hasta la fecha por un club español: la consecución del triplete (Liga, Copa del Rey y Liga de Campeones), siendo el quinto equipo europeo en conseguirlo.
Los éxitos no quedaron ahí llegando a conquistar junto con la Supercopa de España, la Supercopa de Europa y la Copa Mundial de Clubes seis títulos de forma consecutiva siendo el primer club en lograr tal hazaña y el segundo en ostentar a la vez todos los títulos posibles en disputa tras el ya citado A. F. C. Ajax neerlandés.
Asimismo, los barcelonistas doblegaban a los madridistas ya que se inició una racha en los enfrentamientos directos en la que los primeros contarían sus partidos por victorias llegando a endosar otra goleada a su rival por 5-0 pese a que los capitalinos consiguieron acercarse aunque no suficientemente para arrebatarle los títulos. La diferencia entre el F. C. Barcelona y el Real Madrid C. F. con el resto de equipos durante el último año de la década fue muy grande llegando a aventajar al tercer equipo en discordia (el Valencia C. F.) en un mínimo de veinticinco puntos en Liga. Con esa última Liga «los culés» sumaron su vigésimo título de la competición a su palmarés, habiendo conquistado diez entre las últimas dos décadas invirtiendo la tendencia con «los merengues».

### Dos jugadores marcan la época más disputada (2010-20)

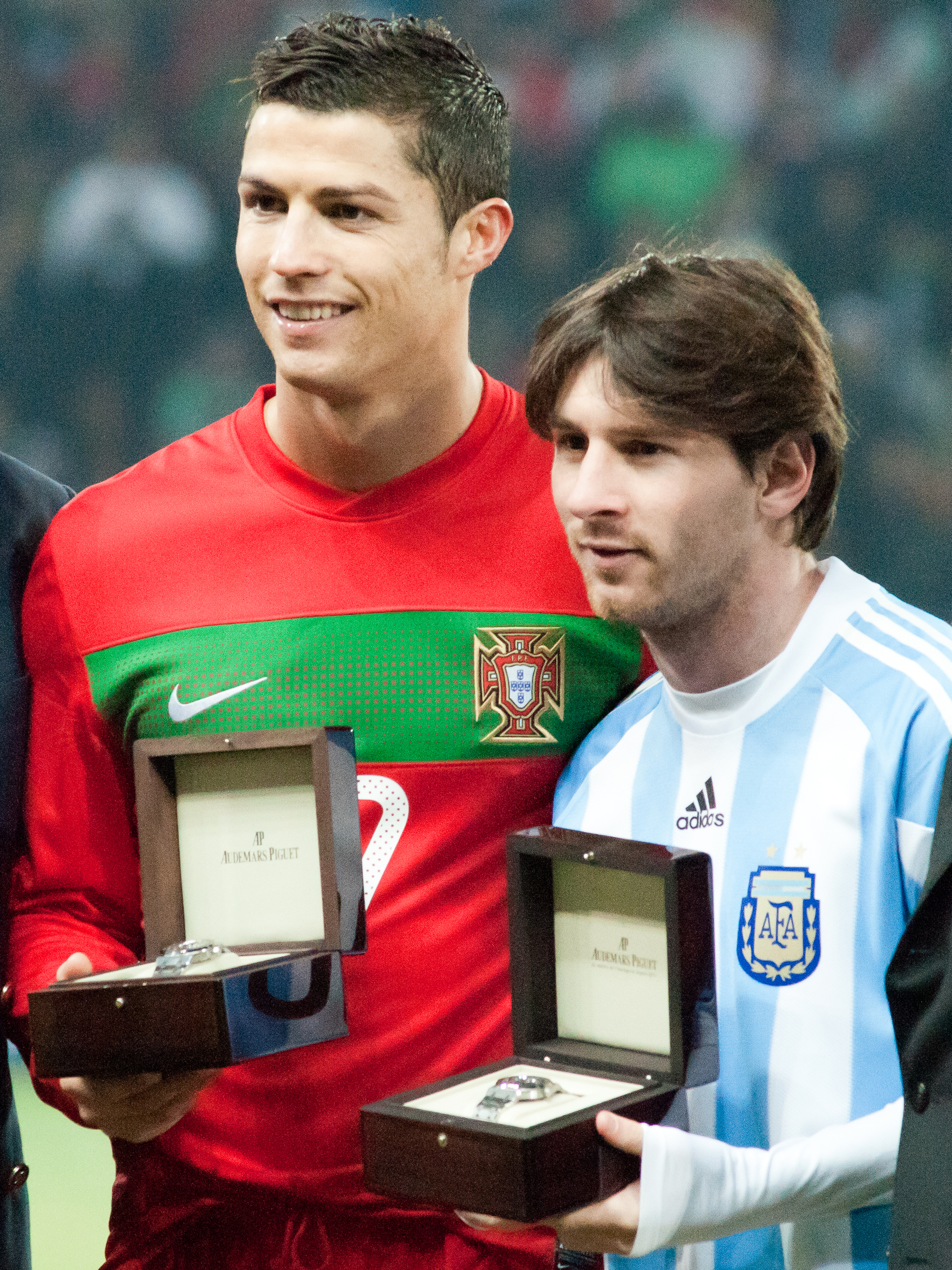
Cristiano Ronaldo se convirtió en el primer jugador en anotar en seis clásicos consecutivos, mientras que Lionel Messi es el máximo goleador de los clásicos.

Tras el ostracismo sufrido bajo el F. C. Barcelona en los últimos tres años, donde los catalanes se alzaron con la mayoría de los títulos disputados, el club madridista contrató como entrenador a José Mourinho —uno de los pocos que consiguió frenar al club barcelonista— para formar un sólido proyecto, primero desde hacía años con el objetivo de recuperar el crédito perdido. Con ambos clubes dominando el panorama español, dos jugadores acrecentaron esa diferencia respecto al resto: Cristiano Ronaldo y Lionel Messi.
En su primera contienda los catalanes —con su habitual estilo de los últimos años— endosaron un 5-0 a los madrileños aún aclimatándose como equipo, siendo la quinta vez en la historia que repetían ese resultado. Fue el primero de una sucesión de encuentros nunca producida, hecho que ocasionó que la rivalidad y piques entre ambos fuesen los más fuertes que se recuerdan en los últimos años.
La década continuó con cuatro partidos entre ambos en tan solo dieciocho días que se verían sucedidos en los años siguientes deparando un aumento en su historial de encuentros. El balance se repartió firmándose dos empates, y una victoria para cada uno de gran significado. La de los madrileños supuso frenar una racha negativa de seis partidos consecutivos sin vencer a los catalanes, además de ser en la final de la Copa del Rey de la edición de 2010-11 y que supuso que se alzasen con el título tras dieciocho años. La de los barcelonistas supuso alcanzar tras el cómputo general de la eliminatoria la decimoséptima final europea de su historia —por las veintiuna logradas por los madridistas— y equilibrar el balance de ambos en la máxima competición europea alzando además a la postre su cuarto título.
El partido entre ambos correspondiente a la Liga 2011-12, jugado el 10 de diciembre de 2011, dejó el gol más rápido en la historia de sus enfrentamientos hasta la fecha. Karim Benzema anotó para los madridistas a veintidós segundos del comienzo del partido, superando el anterior registro datado de 1941 y perteneciente a Chus Alonso cuando anotase a los cuarenta segundos. Mientras, Cristiano y Messi se convirtieron a estas alturas en dos de los mayores goleadores de la historia del fútbol, superando los 500 goles en sus carreras.
A partir del 2014, el Real Madrid invirtió la tendencia a su favor. Si bien el conjunto azulgrana logró su segundo triplete en el año 2015, el conjunto blanco logró convertirse en el primer club en revalidar el título y lograr una terna consecutiva de Liga de Campeones bajo su actual formato, cuarto título de la competición en cinco años, en una época en la cual el club azulgrana se encontraba en uno de los mejores momento de su historia en los que firmó la mayor cantidad de títulos y resultados de su historia, el Real Madrid C. F. comenzó la considerada como segunda época dorada de su historia bajo la dirección de Zinedine Zidane.
El 28 de octubre de 2018 se produjo un enfrentamiento sin Messi ni Cristiano por primera vez en once años, donde el conjunto blaugrana venció por un contundente 5-1 al equipo blanco en el Camp Nou, tras tres años sin ganar un clásico como local. Dicho resultado significó la destitución del entonces técnico madridista, Julen Lopetegui, siendo sustituido de manera provisional por el hasta entonces técnico del filial, Santiago Solari, hasta el retorno de Zidane como medida para paliar los malos resultados de los madrileños, quienes firmaron una de sus peores temporadas de sus últimas décadas, mientras que los catalanes sumaron su quinto clásico consecutivo sin perder y lograr igualar el balance de enfrentamientos después de 87 años, antes de decantarse del lado blanco antes de finalizar la década. En cuanto al apartado individual, Cristiano Ronaldo y Andrés Iniesta, dos de los más emblemáticos jugadores de los enfrentamientos abandonaron sus respectivos clubes.
Durante este período los madrileños conquistaron tres Ligas, dos Copas del Rey, tres Supercopas de España, cuatro Ligas de Campeones, tres Supercopas de Europa y cuatro Mundiales de Clubes, por seis Ligas, cinco Copas del Rey, cuatro Supercopas de España, dos Ligas de Campeones, dos Supercopas de Europa y dos Mundiales de Clubes de los barceloneses.

### Actualidad (2020-act.)
Marcada la actualidad por la pandemia global vírica del coronavirus tipo 2 del síndrome respiratorio agudo grave de 2020, la cual obligó a cancelar y posponer varias de las competiciones, afectando al plano económico, no hubo significativos refuerzos respecto a temporadas anteriores, afrontando una etapa austera ambos clubes con el mismo objetivo de lograr los mayores éxitos posibles. Tras un irregular comienzo de temporada de ambos clubes, se enfrentaron por primera vez en la nueva década el 24 de octubre en el Camp Nou finalizando con un resultado de 1-3 favorable a los madrileños, victoria que repitió en la vuelta por 2-1. Entre los ya veteranos jugadores de ambos equipos destacaron nuevos talentos como Fede Valverde, Vinícius Júnior o Ansu Fati.
Al final de la temporada ambos capitanes, Sergio Ramos y Lionel Messi, referentes tanto de sus equipos como del fútbol español, finalizaron sus contratos y tras no renovar ninguno de los dos fueron contratados por el Paris Saint-Germain Football Club. Ambos sucesos fueron dos de los movimientos que más controversia e interés suscitaron por la repercusión de los mismos al ser los líderes de sus respectivos clubes. Ambos fueron quienes más clásicos disputaron hasta ese momento con 45 encuentros cada uno.
Asimismo, en 2023, Piqué, Busquets y Jordi Alba abandonaron el Barcelona, año en el cual Busquets se convirtió en el jugador con más Clásicos disputados con 48, mientras que por otra parte Benzema abandonó el Madrid. Adicionalmente, en enero de 2024, Vinícius Júnior marcó el primer triplete en un Clásico de Supercopa de España, y en agosto del mismo año, al ganar 2-0 al Atalanta en la Supercopa de Europa, el equipo blanco sumó 6 trofeos en esta competición, convirtiéndose en el más laureado del torneo. El 26 de octubre de 2024, los azulgrana ganaron 0-4 en el Bernabéu, volviendo a ganar a los blancos tras 4 derrotas consecutivas, 1 año y 7 meses después de su última victoria; 0-1 en Copa del Rey en marzo de 2023. En este partido, Lamine Yamal se convirtió en el goleador más joven en la historia del Clásico, con 17 años y 105 días.

## Estadísticas
Para un completo resumen estadístico de los enfrentamientos véase Estadísticas de «El Clásico»

### Balance de enfrentamientos
En esta tabla se resumen todos los encuentros disputados entre ambos equipos en todas las competiciones oficiales.
| Competición                  | P.J. | Ganó RMA | P.E. | Ganó FCB | G.RMA | G.FCB |
| ---------------------------- | ---- | -------- | ---- | -------- | ----- | ----- |
| Campeonato de Liga           | 190  | 79       | 35   | 76       | 307   | 309   |
| Campeonato de España de Copa | 38   | 13       | 8    | 17       | 71    | 71    |
| Copa de la Liga              | 6    | 0        | 4    | 2        | 8     | 13    |
| Supercopa de España          | 18   | 10       | 2    | 6        | 40    | 29    |
| Liga de Campeones            | 8    | 3        | 3    | 2        | 13    | 10    |
| Total                        | 260  | 105      | 52   | 103      | 439   | 432   |

Notas:
- Último partido sin goles: 18 de diciembre de 2019 (Jornada 10 de la Liga 2019-20)
- La Copa de la Coronación no figura en estas estadísticas. «La RFEF ya había manifestado que no la reconocía y por tanto no la incluía en el palmarés del torneo».[126]

No sobra mencionar que desde 2011 hasta la actualidad, los equipos han poseído rachas largas sin perder frente al otro: el Barcelona estuvo 7 partidos sin perder desde el 17/4/2011 hasta el 25/1/2012; el Madrid respondió 2 partidos después con una racha de 5 partidos sin perder desde 29/8/2012 hasta el 2/3/2013; posteriormente, el Barcelona volvió a repetir una racha de 7 partidos invicto desde el 23/9/2017 hasta el 19/12/2019; en este último partido, el Madrid inició y respondió con una racha de 6 partidos invicto hasta el 12/1/2022.
Sin conocer con exactitud el número de encuentros amistosos disputados, pudiendo ser estos un total de cuarenta y cuatro según fuentes (incluyendo la Copa de la Coronación), el balance en esos partidos es favorable al club catalán con veintiséis victorias, por seis de los madrileños y doce empates.

### Partidos que decidieron un título
Ambos clubes se han enfrentado para decidir un título un total de 19 veces, con un balance de 11 títulos para los madridistas, y 8 para los barcelonistas, siendo en la Supercopa de España donde se ha repetido más veces el encuentro con 10 finales disputadas, con dominio 7-3 a favor de los madridistas. En la Copa del Rey —otrora Campeonato de España— se ha repetido el encuentro en 8 finales, con 4 victorias por ambos lados. El restante enfrentamiento corresponde a la extinta Copa de la Liga, favorable a los catalanes.
A continuación se detallan los resultados de dichos partidos desde el primero de ellos producido en 1936.
Nombres de equipos en la época. Indicados partidos de finales definitorios de un título.
| Temporada                                   | Campeón                    | Resultado           | Subcampeón                 | Sede Final                                      |
| Supercopa de España                         | Supercopa de España        | Supercopa de España | Supercopa de España        |                                                 |
| ------------------------------------------- | -------------------------- | ------------------- | -------------------------- | ----------------------------------------------- |
| 1988                                        | Real Madrid Club de Fútbol | 2 - 0, 1 - 2        | Fútbol Club Barcelona      | Santiago Bernabéu, Madrid / Camp Nou, Barcelona |
| 1990                                        | Real Madrid Club de Fútbol | 1 - 0, 4 - 1        | Fútbol Club Barcelona      | Camp Nou, Barcelona / Santiago Bernabéu, Madrid |
| 1993                                        | Real Madrid Club de Fútbol | 3 - 1, 1 - 1        | Fútbol Club Barcelona      | Santiago Bernabéu, Madrid / Camp Nou, Barcelona |
| 1997                                        | Real Madrid Club de Fútbol | 1 - 2, 4 - 1        | Fútbol Club Barcelona      | Camp Nou, Barcelona / Santiago Bernabéu, Madrid |
| 2011                                        | Fútbol Club Barcelona      | 2 - 2, 3 - 2        | Real Madrid Club de Fútbol | Santiago Bernabéu, Madrid / Camp Nou, Barcelona |
| 2012                                        | Real Madrid Club de Fútbol | 2 - 3, 2 - 1        | Fútbol Club Barcelona      | Camp Nou, Barcelona / Santiago Bernabéu, Madrid |
| 2017                                        | Real Madrid Club de Fútbol | 3 - 1, 2 - 0        | Fútbol Club Barcelona      | Camp Nou, Barcelona / Santiago Bernabéu, Madrid |
| 2023                                        | Fútbol Club Barcelona      | 3 - 1               | Real Madrid Club de Fútbol | Rey Fahd, Riad                                  |
| 2024                                        | Real Madrid Club de Fútbol | 4 - 1               | Fútbol Club Barcelona      | Mrsool Park, Riad                               |
| 2025                                        | Fútbol Club Barcelona      | 5 - 2               | Real Madrid Club de Fútbol | King Abdullah, Yeda                             |
| Campeonato de España de Copa / Copa del Rey |                            |                     |                            |                                                 |
| 1935-36                                     | Madrid Foot-Ball Club      | 2 - 1               | Foot-Ball Club Barcelona   | Mestalla, Valencia                              |
| 1967-68                                     | Club de Fútbol Barcelona   | 1 - 0               | Real Madrid Club de Fútbol | Santiago Bernabéu, Madrid                       |
| 1973-74                                     | Real Madrid Club de Fútbol | 4 - 0               | Fútbol Club Barcelona      | Vicente Calderón, Madrid                        |
| 1982-83                                     | Fútbol Club Barcelona      | 2 - 1               | Real Madrid Club de Fútbol | La Romareda, Zaragoza                           |
| 1989-90                                     | Fútbol Club Barcelona      | 2 - 0               | Real Madrid Club de Fútbol | Luis Casanova, Valencia                         |
| 2010-11                                     | Real Madrid Club de Fútbol | 1 - 0               | Fútbol Club Barcelona      | Mestalla, Valencia                              |
| 2013-14                                     | Real Madrid Club de Fútbol | 2 - 1               | Fútbol Club Barcelona      | Mestalla, Valencia                              |
| 2024-25                                     | Fútbol Club Barcelona      | 3 - 2               | Real Madrid Club de Fútbol | La Cartuja, Sevilla                             |
| Copa de la Liga de España (extinta)         |                            |                     |                            |                                                 |
| 1982-83                                     | Fútbol Club Barcelona      | 2 - 2, 2 - 1        | Real Madrid Club de Fútbol | Santiago Bernabéu, Madrid / Camp Nou, Barcelona |

### Clásicos en el extranjero
| Fecha               | Local             | Resultado | Visitante         | Torneo                                             | Lugar                                           |
| ------------------- | ----------------- | --------- | ----------------- | -------------------------------------------------- | ----------------------------------------------- |
| 31 de mayo de 1982  | Real Madrid C. F. | 1-0       | F. C. Barcelona   | Copa Presidente de la República (3.º y 4.º puesto) | Estadio Farid Richa Barquisimeto, Venezuela     |
| 29 de julio de 2017 | Real Madrid C. F. | 2-3       | F. C. Barcelona   | International Champions Cup                        | Hard Rock Stadium, Miami, EE. UU.               |
| 12 de enero de 2022 | F. C. Barcelona   | 2-3       | Real Madrid C. F. | Supercopa de España                                | Estadio Rey Fahd, Riad, Arabia Saudita          |
| 23 de julio de 2022 | Real Madrid C. F. | 0-1       | F. C. Barcelona   | Soccer Champions Tour                              | Allegiant Stadium, Las Vegas, EE. UU.           |
| 15 de enero de 2023 | Real Madrid C. F. | 1-3       | F. C. Barcelona   | Supercopa de España                                | Estadio Rey Fahd, Riad, Arabia Saudita          |
| 29 de julio de 2023 | Real Madrid C. F. | 0-3       | F. C. Barcelona   | Amistoso                                           | AT&T Stadium, Arlington, EE. UU.                |
| 14 de enero de 2024 | Real Madrid C. F. | 4-1       | F. C. Barcelona   | Supercopa de España                                | Mrsool Park, Riad, Arabia Saudita               |
| 3 de agosto de 2024 | Real Madrid C. F. | 1-2       | F. C. Barcelona   | Amistoso                                           | MetLife Stadium, East Rutherford, EE. UU.       |
| 12 de enero de 2025 | Real Madrid C. F. | 2-5       | F. C. Barcelona   | Supercopa de España                                | King Abdullah Sports City, Yeda, Arabia Saudita |

### Tabla histórica de goleadores
El máximo goleador de los enfrentamientos es el argentino Lionel Messi con 26 goles, seguido del hispano-argentino Alfredo Di Stéfano y el portugués Cristiano Ronaldo ambos con 18 goles, siendo además los únicos jugadores en sobrepasar la barrera de los quince goles en la historia de dichos encuentros (junto al francés Karim Benzema), jugando el primero para los barcelonistas y los segundos para los madridistas. Cabe destacar entre los goleadores al barcelonés José Samitier quien anotó un total de 10 goles jugando para ambos conjuntos.
En cuanto a los jugadores con mejor promedio anotador, habiendo anotado siete goles o más, es el albaceteño Santiago Bernabéu quien arroja mejores datos con una media de 1,75 goles por partido, seguido del 1,25 del ya citado Samitier y el 1,00 del pamplonés Jaime Lazcano. 
En el Campeonato de Liga es nuevamente Messi el máximo anotador con 18 goles. Y en Liga de Campeones es el hispano-húngaro Ferenc Puskás con 3 tantos.
A continuación se resumen los máximos anotadores en la historia del clásico, desglosando los goles en partidos de Liga, Copas y encuentros internacionales.
Nota: En negrita jugadores en activo en alguno de los dos equipos. En caso de empate indicado en primer lugar el de mejor promedio goleador.
| #  | Jugador                  | Equipo            | Liga        | Liga        | Copa | Copa | Copa de la Liga | Copa de la Liga | Supercopa   | Supercopa   | Copa de Europa | Copa de Europa | Total | Total | Total |
| #  | Jugador                  | Equipo            | P.J.        | G.          | P.J. | G.   | P.J.            | G.              | P.J.        | G.          | P.J.           | G.             | P.J.  | G.    | G/P   |
| -- | ------------------------ | ----------------- | ----------- | ----------- | ---- | ---- | --------------- | --------------- | ----------- | ----------- | -------------- | -------------- | ----- | ----- | ----- |
| 1  | Lionel Messi             | F. C. Barcelona   | 29          | 18          | 8    | —    | Inexistente     | Inexistente     | 6           | 6           | 2              | 2              | 45    | 26    | 0.58  |
| 2  | Alfredo Di Stéfano †     | Real Madrid C. F. | 20          | 14          | 6    | 2    | Inexistente     | Inexistente     | Inexistente | Inexistente | 4              | 2              | 30    | 18    | 0.60  |
| =  | Cristiano Ronaldo        | Real Madrid C. F. | 18          | 9           | 5    | 5    | Inexistente     | Inexistente     | 5           | 4           | 2              | —              | 30    | 18    | 0.60  |
| 4  | Karim Benzema            | Real Madrid C. F. | 27          | 8           | 8    | 4    | Inexistente     | Inexistente     | 8           | 4           | —              | —              | 43    | 16    | 0.37  |
| 5  | Raúl González            | Real Madrid C. F. | 31          | 11          | 2    | —    | Inexistente     | Inexistente     | 2           | 3           | 2              | 1              | 37    | 15    | 0.41  |
| 6  | Ferenc Puskás †          | Real Madrid C. F. | 11          | 9           | 3    | 2    | Inexistente     | Inexistente     | Inexistente | Inexistente | 4              | 3              | 18    | 14    | 0.78  |
| =  | César Rodríguez †        | F. C. Barcelona   | 24          | 12          | 4    | 2    | Inexistente     | Inexistente     | —           | —           | Inexistente    | Inexistente    | 28    | 14    | 0.50  |
| =  | Paco Gento †             | Real Madrid C. F. | 31          | 10          | 7    | 2    | Inexistente     | Inexistente     | Inexistente | Inexistente | 4              | 2              | 42    | 14    | 0.33  |
| 9  | Carlos Alonso Santillana | Real Madrid C. F. | 28          | 9           | 2    | 2    | 5               | 1               | —           | —           | —              | —              | 35    | 12    | 0.34  |
| 10 | Luis Suárez Díaz         | F. C. Barcelona   | 11          | 9           | 2    | 2    | Inexistente     | Inexistente     | 2           | 0           | —              | —              | 15    | 11    | 0.73  |
| 11 | José Samitier †          | Ambos clubes      | 6           | 4           | 2    | 6    | Inexistente     | Inexistente     | Inexistente | Inexistente | Inexistente    | Inexistente    | 8     | 10    | 1.25  |
| =  | Hugo Sánchez             | Real Madrid C. F. | 13          | 8           | 1    | —    | —               | —               | 4           | 2           | —              | —              | 18    | 10    | 0.56  |
| =  | Juan Gómez Juanito †     | Real Madrid C. F. | 17          | 8           | 1    | —    | 5               | 2               | —           | —           | —              | —              | 23    | 10    | 0.43  |
| 14 | Estanislao Basora †      | F. C. Barcelona   | 15          | 8           | 4    | 1    | Inexistente     | Inexistente     | Inexistente | Inexistente | —              | —              | 19    | 9     | 0.47  |
| 15 | Jaime Lazcano †          | Real Madrid C. F. | 8           | 8           | —    | —    | Inexistente     | Inexistente     | Inexistente | Inexistente | Inexistente    | Inexistente    | 8     | 8     | 1.00  |
| =  | Pahiño †                 | Real Madrid C. F. | 10          | 8           | —    | —    | Inexistente     | Inexistente     | Inexistente | Inexistente | Inexistente    | Inexistente    | 10    | 8     | 0.80  |
| =  | Iván Zamorano            | Real Madrid C. F. | 8           | 4           | 2    | 2    | Inexistente     | Inexistente     | 2           | 2           | —              | —              | 12    | 8     | 0.67  |
| =  | Sabino Barinaga †        | Real Madrid C. F. | 12          | 4           | 2    | 4    | Inexistente     | Inexistente     | Inexistente | Inexistente | Inexistente    | Inexistente    | 14    | 8     | 0.57  |
| =  | Eulogio Martínez †       | F. C. Barcelona   | 9           | 2           | 5    | 5    | Inexistente     | Inexistente     | Inexistente | Inexistente | 2              | 1              | 16    | 8     | 0.50  |
| =  | Luis Suárez Miramontes † | F. C. Barcelona   | 11          | 2           | 4    | 4    | Inexistente     | Inexistente     | Inexistente | Inexistente | 4              | 2              | 19    | 8     | 0.42  |
| 21 | Santiago Bernabéu †      | Real Madrid C. F. | Inexistente | Inexistente | 4    | 7    | Inexistente     | Inexistente     | Inexistente | Inexistente | Inexistente    | Inexistente    | 4     | 7     | 1.75  |
| =  | Vinícius Júnior          | Real Madrid C. F. | 11          | 2           | 4    | 1    | Inexistente     | Inexistente     | 3           | 4           | —              | —              | 18    | 7     | 0.39  |

| \| # \| Fecha \| Estadio \| Jugador \| Equipo \| Goles \| Resultado \| Competición \| Nota(s) \| \| -- \| ---------- \| ---------------------------- \| ----------------------- \| ----------------- \| ----- \| --------- \| -------------- \| -------------------------------------------------------- \| \| 1 \| 2-4-1916 \| Madrid, Estadio de O'Donnell \| Santiago Bernabéu \| Real Madrid C. F. \| \| 4 - 1 \| Copa 1915-16 \| \| \| 2 \| 13-4-1916 \| Madrid, Campo de O'Donnell \| Luis Belaunde \| Real Madrid C. F. \| \| 6 - 6 \| Copa 1915-16 \| \| \| 3 \| 13-4-1916 \| Madrid, Canpo de O'Donnell \| Paulino Alcántara \| F. C. Barcelona \| \| 6 - 6 \| Copa 1915-16 \| Primer hat-trick de un jugador barcelonista de visitante \| \| 4 \| 13-4-1916 \| Madrid, Campo de O'Donnell \| Santiago Bernabéu \| Real Madrid C. F. \| \| 6 - 6 \| Copa 1915-16 \| Algunas crónicas señalan uno de los goles como autogol \| \| 5 \| 18-4-1926 \| Madrid, Chamartín \| José Samitier \| F. C. Barcelona \| \| 1 - 5 \| Copa 1925-26 \| \| \| 6 \| 30-3-1930 \| Madrid, Chamartín \| Jaime Lazcano \| Real Madrid C. F. \| \| 5 - 1 \| Liga 1929-30 \| \| \| 7 \| 5-4-1931 \| Barcelona, Les Corts \| Joan Ramon i Pera \| F. C. Barcelona \| \| 3 - 1 \| Liga 1930-31 \| \| \| 8 \| 3-2-1935 \| Madrid, Chamartín \| Jaime Lazcano \| Real Madrid C. F. \| \| 8 - 2 \| Liga 1934-35 \| \| \| 9 \| 3-2-1935 \| Madrid, Chamartín \| Fernando Sañudo \| Real Madrid C. F. \| \| 8 - 2 \| Liga 1934-35 \| Primer póker en un clásico y el primero madridista \| \| 10 \| 21-4-1935 \| Barcelona, Les Corts \| Martí Ventolrà \| F. C. Barcelona \| \| 5 - 0 \| Liga 1934-35 \| Primer póker de un barcelonista \| \| 11 \| 13-6-1943 \| Madrid, Chamartín \| Sabino Barinaga \| Real Madrid C. F. \| \| 11 - 1 \| Copa 1942-43 \| Mayor victoria en un Clásico \| \| 12 \| 13-6-1943 \| Madrid, Chamartín \| Pruden Sánchez \| Real Madrid C. F. \| \| 11 - 1 \| Copa 1942-43 \| Mayor victoria en un Clásico \| \| 13 \| 18-9-1949 \| Madrid, Nuevo Chamartín \| Manuel Fernández Pahiño \| Real Madrid C. F. \| \| 6 - 1 \| Liga 1949-50 \| Algunas crónicas otorgan uno de los goles a Pablo Olmedo \| \| 14 \| 14-1-1951 \| Madrid, Nuevo Chamartín \| Jesús Narro \| Real Madrid C. F. \| \| 4 - 1 \| Liga 1950-51 \| \| \| 15 \| 2-3-1952 \| Barcelona, Les Corts \| César Rodríguez \| F. C. Barcelona \| \| 4 - 2 \| Liga 1951-52 \| \| \| 16 \| 19-5-1957 \| Barcelona, Les Corts \| Eulogio Martínez \| F. C. Barcelona \| \| 6 - 1 \| Copa 1956-57 \| \| \| 17 \| 28-10-1958 \| Barcelona, Camp Nou \| Evaristo Macedo \| F. C. Barcelona \| \| 4 - 0 \| Liga 1958-59 \| \| \| 18 \| 27-1-1963 \| Barcelona, Camp Nou \| Ferenc Puskás \| Real Madrid C. F. \| \| 1 - 5 \| Liga 1962-63 \| Primer hat-trick de un jugador madridista de visitante \| \| 19 \| 15-12-1963 \| Madrid, Santiago Bernabéu \| Ferenc Puskás \| Real Madrid C. F. \| \| 4 - 0 \| Liga 1963-64 \| \| \| 20 \| 8-11-1964 \| Madrid, Santiago Bernabéu \| Amancio Amaro \| Real Madrid C. F. \| \| 4 - 1 \| Liga 1964-65 \| \| \| 21 \| 31-1-1987 \| Barcelona, Camp Nou \| Gary Lineker \| F. C. Barcelona \| \| 3 - 2 \| Liga 1986-87 \| \| \| 22 \| 8-1-1994 \| Barcelona, Camp Nou \| Romário de Souza \| F. C. Barcelona \| \| 5 - 0 \| Liga 1993-94 \| \| \| 23 \| 7-1-1995 \| Madrid, Santiago Bernabéu \| Iván Zamorano \| Real Madrid C. F. \| \| 5 - 0 \| Liga 1994-95 \| \| \| 24 \| 10-3-2007 \| Barcelona, Camp Nou \| Lionel Messi \| F. C. Barcelona \| \| 3 - 3 \| Liga 2006-07 \| \| \| 25 \| 23-3-2014 \| Madrid, Santiago Bernabéu \| Lionel Messi \| F. C. Barcelona \| \| 3 - 4 \| Liga 2013-14 \| \| \| 26 \| 28-10-2018 \| Barcelona, Camp Nou \| Luis Suárez \| F. C. Barcelona \| \| 5 - 1 \| Liga 2018-19 \| \| \| 27 \| 5-4-2023 \| Barcelona, Camp Nou \| Karim Benzema \| Real Madrid C. F. \| \| 0 - 4 \| Copa 2022-23 \| \| \| 28 \| 14-1-2024 \| Riad, Mrsool Park \| Vinícius Júnior \| Real Madrid C. F. \| \| 4 - 1 \| Supercopa 2024 \| \| \| 29 \| 11-5-2025 \| Barcelona, Lluís Companys \| Kylian Mbappé \| Real Madrid C. F. \| \| 4 - 3 \| Liga 2024-25 \| \| |            |                              |                         |                   |       |           |                |                                                          |
| Datos actualizados al último partido jugado el 11 de mayo de 2025. |            |                              |                         |                   |       |           |                |                                                          |
| # | Fecha      | Estadio                      | Jugador                 | Equipo            | Goles | Resultado | Competición    | Nota(s)                                                  |
| 1 | 2-4-1916   | Madrid, Estadio de O'Donnell | Santiago Bernabéu       | Real Madrid C. F. |       | 4 - 1     | Copa 1915-16   |                                                          |
| 2 | 13-4-1916  | Madrid, Campo de O'Donnell   | Luis Belaunde           | Real Madrid C. F. |       | 6 - 6     | Copa 1915-16   |                                                          |
| 3 | 13-4-1916  | Madrid, Canpo de O'Donnell   | Paulino Alcántara       | F. C. Barcelona   |       | 6 - 6     | Copa 1915-16   | Primer hat-trick de un jugador barcelonista de visitante |
| 4 | 13-4-1916  | Madrid, Campo de O'Donnell   | Santiago Bernabéu       | Real Madrid C. F. |       | 6 - 6     | Copa 1915-16   | Algunas crónicas señalan uno de los goles como autogol   |
| 5 | 18-4-1926  | Madrid, Chamartín            | José Samitier           | F. C. Barcelona   |       | 1 - 5     | Copa 1925-26   |                                                          |
| 6 | 30-3-1930  | Madrid, Chamartín            | Jaime Lazcano           | Real Madrid C. F. |       | 5 - 1     | Liga 1929-30   |                                                          |
| 7 | 5-4-1931   | Barcelona, Les Corts         | Joan Ramon i Pera       | F. C. Barcelona   |       | 3 - 1     | Liga 1930-31   |                                                          |
| 8 | 3-2-1935   | Madrid, Chamartín            | Jaime Lazcano           | Real Madrid C. F. |       | 8 - 2     | Liga 1934-35   |                                                          |
| 9 | 3-2-1935   | Madrid, Chamartín            | Fernando Sañudo         | Real Madrid C. F. |       | 8 - 2     | Liga 1934-35   | Primer póker en un clásico y el primero madridista       |
| 10 | 21-4-1935  | Barcelona, Les Corts         | Martí Ventolrà          | F. C. Barcelona   |       | 5 - 0     | Liga 1934-35   | Primer póker de un barcelonista                          |
| 11 | 13-6-1943  | Madrid, Chamartín            | Sabino Barinaga         | Real Madrid C. F. |       | 11 - 1    | Copa 1942-43   | Mayor victoria en un Clásico                             |
| 12 | 13-6-1943  | Madrid, Chamartín            | Pruden Sánchez          | Real Madrid C. F. |       | 11 - 1    | Copa 1942-43   | Mayor victoria en un Clásico                             |
| 13 | 18-9-1949  | Madrid, Nuevo Chamartín      | Manuel Fernández Pahiño | Real Madrid C. F. |       | 6 - 1     | Liga 1949-50   | Algunas crónicas otorgan uno de los goles a Pablo Olmedo |
| 14 | 14-1-1951  | Madrid, Nuevo Chamartín      | Jesús Narro             | Real Madrid C. F. |       | 4 - 1     | Liga 1950-51   |                                                          |
| 15 | 2-3-1952   | Barcelona, Les Corts         | César Rodríguez         | F. C. Barcelona   |       | 4 - 2     | Liga 1951-52   |                                                          |
| 16 | 19-5-1957  | Barcelona, Les Corts         | Eulogio Martínez        | F. C. Barcelona   |       | 6 - 1     | Copa 1956-57   |                                                          |
| 17 | 28-10-1958 | Barcelona, Camp Nou          | Evaristo Macedo         | F. C. Barcelona   |       | 4 - 0     | Liga 1958-59   |                                                          |
| 18 | 27-1-1963  | Barcelona, Camp Nou          | Ferenc Puskás           | Real Madrid C. F. |       | 1 - 5     | Liga 1962-63   | Primer hat-trick de un jugador madridista de visitante   |
| 19 | 15-12-1963 | Madrid, Santiago Bernabéu    | Ferenc Puskás           | Real Madrid C. F. |       | 4 - 0     | Liga 1963-64   |                                                          |
| 20 | 8-11-1964  | Madrid, Santiago Bernabéu    | Amancio Amaro           | Real Madrid C. F. |       | 4 - 1     | Liga 1964-65   |                                                          |
| 21 | 31-1-1987  | Barcelona, Camp Nou          | Gary Lineker            | F. C. Barcelona   |       | 3 - 2     | Liga 1986-87   |                                                          |
| 22 | 8-1-1994   | Barcelona, Camp Nou          | Romário de Souza        | F. C. Barcelona   |       | 5 - 0     | Liga 1993-94   |                                                          |
| 23 | 7-1-1995   | Madrid, Santiago Bernabéu    | Iván Zamorano           | Real Madrid C. F. |       | 5 - 0     | Liga 1994-95   |                                                          |
| 24 | 10-3-2007  | Barcelona, Camp Nou          | Lionel Messi            | F. C. Barcelona   |       | 3 - 3     | Liga 2006-07   |                                                          |
| 25 | 23-3-2014  | Madrid, Santiago Bernabéu    | Lionel Messi            | F. C. Barcelona   |       | 3 - 4     | Liga 2013-14   |                                                          |
| 26 | 28-10-2018 | Barcelona, Camp Nou          | Luis Suárez             | F. C. Barcelona   |       | 5 - 1     | Liga 2018-19   |                                                          |
| 27 | 5-4-2023   | Barcelona, Camp Nou          | Karim Benzema           | Real Madrid C. F. |       | 0 - 4     | Copa 2022-23   |                                                          |
| 28 | 14-1-2024  | Riad, Mrsool Park            | Vinícius Júnior         | Real Madrid C. F. |       | 4 - 1     | Supercopa 2024 |                                                          |
| 29 | 11-5-2025  | Barcelona, Lluís Companys    | Kylian Mbappé           | Real Madrid C. F. |       | 4 - 3     | Liga 2024-25   |                                                          |

### Jugadores con mayor cantidad de encuentros disputados
El barcelonés Sergio Busquets del F. C. Barcelona es el jugador que más encuentros ha disputado de la rivalidad con 48. El reparto de encuentros se divide entre las cinco competiciones oficiales en las que alguna vez se han enfrentado ambos clubes (nunca se han enfrentado en Supercopa de Europa ni Mundial de Clubes).
En cuanto a los máximos registros de cada equipo en el Campeonato de Liga —competición española vigente más importante— son los siguientes: con 31 partidos son el ya mencionado Gento, el madrileño Raúl González y el sevillano Sergio Ramos quienes acumulan más presencias por parte madridista y en total, por los 29 de Xavi Hernández, Lionel Messi y Busquets por parte barcelonista.
Los jugadores en activo que acumulan más partidos son Dani Carvajal por los blancos, con 27, y Marc-André ter Stegen con 23 para los blaugranas.
A continuación se listan los jugadores que más veces han jugado el Clásico a lo largo de la historia de estos encuentros. En caso de empate indicado en primer lugar el jugador que antes alcanzase la cifra.
Nota: resaltados los jugadores en activo.
| #  | Jugador                   | Equipo            | Liga | Copa | Copa de la Liga | Supercopa   | Copa de Europa | Total |
| -- | ------------------------- | ----------------- | ---- | ---- | --------------- | ----------- | -------------- | ----- |
| 1  | Sergio Busquets           | F. C. Barcelona   | 29   | 10   | Inexistente     | 7           | 2              | 48    |
| 2  | Sergio Ramos              | Real Madrid C. F. | 31   | 7    | Inexistente     | 6           | 1              | 45    |
| =  | Lionel Messi              | F. C. Barcelona   | 29   | 8    | Inexistente     | 6           | 2              | 45    |
| 4  | Karim Benzema             | Real Madrid C. F. | 27   | 8    | Inexistente     | 8           | —              | 43    |
| 5  | Paco Gento †              | Real Madrid C. F. | 31   | 7    | Inexistente     | Inexistente | 4              | 42    |
| =  | Manolo Sanchís            | Real Madrid C. F. | 29   | 3    | 2               | 8           | —              | 42    |
| =  | Xavi Hernández            | F. C. Barcelona   | 29   | 6    | Inexistente     | 4           | 3              | 42    |
| 8  | Gerard Piqué              | F. C. Barcelona   | 24   | 7    | Inexistente     | 7           | 2              | 40    |
| 9  | Andrés Iniesta            | F. C. Barcelona   | 26   | 6    | Inexistente     | 5           | 1              | 38    |
| =  | Luka Modrić               | Real Madrid C. F. | 25   | 7    | Inexistente     | 6           | —              | 38    |
| 11 | Fernando Hierro           | Real Madrid C. F. | 25   | 5    | —               | 5           | 2              | 37    |
| =  | Raúl González             | Real Madrid C. F. | 31   | 2    | Inexistente     | 2           | 2              | 37    |
| =  | Iker Casillas             | Real Madrid C. F. | 27   | 4    | Inexistente     | 4           | 2              | 37    |
| 14 | Carlos Alonso Santillana  | Real Madrid C. F. | 28   | 2    | 5               | —           | —              | 35    |
| 15 | Míchel González           | Real Madrid C. F. | 23   | 3    | 2               | 6           | —              | 34    |
| 16 | Carles Puyol              | F. C. Barcelona   | 26   | 3    | Inexistente     | —           | 3              | 32    |
| 17 | Joan Segarra †            | F. C. Barcelona   | 21   | 10   | —               | —           | —              | 31    |
| =  | José Martínez Pirri       | Real Madrid C. F. | 27   | 4    | Inexistente     | Inexistente | —              | 31    |
| =  | Marcelo Vieira            | Real Madrid C. F. | 21   | 2    | Inexistente     | 6           | 2              | 31    |
| 20 | Alfredo Di Stéfano †      | Real Madrid C. F. | 20   | 6    | Inexistente     | Inexistente | 4              | 30    |
| =  | Miguel Bianquetti Migueli | F. C. Barcelona   | 25   | 1    | 4               | —           | —              | 30    |
| =  | Emilio Butragueño         | Real Madrid C. F. | 22   | 2    | 2               | 4           | —              | 30    |
| =  | Cristiano Ronaldo         | Real Madrid C. F. | 18   | 5    | Inexistente     | 5           | 2              | 30    |
| 24 | Jordi Alba                | F. C. Barcelona   | 19   | 5    | Inexistente     | 5           | —              | 29    |
| 25 | Toni Kroos                | Real Madrid C. F. | 19   | 4    | Inexistente     | 5           | —              | 28    |
| 26 | Dani Carvajal             | Real Madrid C. F. | 17   | 5    | Inexistente     | 5           | —              | 27    |

## Palmarés

### Títulos nacionales e internacionales
Se expone una tabla comparativa del palmarés total de competiciones oficiales, nacionales e internacionales, ganadas por ambos clubes. No se incluyen competiciones de carácter amistoso o regional.
| Títulos | Nacionales | Nacionales | Nacionales | Nacionales | Nacionales | Europeos | Europeos | Europeos | Europeos | Europeos | Europeos | Mundiales | Mundiales | Mundiales | Mundiales | TOTAL |
| --- | ---------- | ---------- | ---------- | ---------- | ---------- | -------- | -------- | -------- | -------- | -------- | -------- | --------- | --------- | --------- | --------- | ----- |
| Títulos |            |            |            |            |            |          |          |          |          |          |          |           |           |           |           | TOTAL |
| Real Madrid | 36         | 20         | 13         | 1          | 1          | 15       | 2        | 6        | -        | 2        | -        | 1         | 3         | 5         | 1         | 106   |
| FC Barcelona | 28         | 32         | 15         | 2          | 3          | 5        | -        | 5        | 4        | 2        | 3        | -         | -         | 3         | -         | 102   |
| Datos actualizados a la consecución de un último título por parte de alguno de los implicados el 15 de mayo de 2025. |            |            |            |            |            |          |          |          |          |          |          |           |           |           |           |       |

A esta lista no se añade la Pequeña Copa del Mundo de Clubes (precedente de la Copa Intercontinental) por haber sido organizada por una organización privada de empresarios, sin estar amparada por ningún organismo nacional o internacional, así como los ninguno de los títulos de carácter regional, ni la Copa de oro Argentina (precedente de la Supercopa organizada por la Federación Catalana de Fútbol). Sí se contabilizan la Copa de Ferias, la Copa Latina (precedente de la Copa de Europa), y la Copa Iberoamericana al estar reconocidas por: la FIFA la primera, las federaciones de España (RFEF), Francia (FFF), Italia (FIGC) y Portugal (FPF) y la propia FIFA la segunda, y la Conmebol y la RFEF en el caso de la tercera.
La Copa Presidente FEF, fue un título oficial reconocido por la RFEF, disputado en una ocasión entre los años 1941-1947, no habiéndola conquistado ninguno de los dos clubes.
La Supercopa Ibérica (1935-2005 -descontinuado-) organizada por las federaciones española y portuguesa de fútbol (no siendo oficial por UEFA ni por FIFA debido al carácter de la misma), disputada por equipos que habían sido campeones de Copa de cada país, no fue conquistada por ninguno de los dos clubes (llegando los madrileños a la final en el año 2000).
Por otra parte, la Copa Intertoto de la UEFA, la Liga Europa Conferencia de la UEFA, ni la Supercopa de Campeones Intercontinentales nunca ha sido disputada por ninguno de los dos clubes.
En lo que se refiere a las seis competiciones vigentes de primer orden (Liga Española, Copa del Rey, Supercopa de España, Liga de Campeones, Copa Intercontinental/Mundial de Clubes y Supercopa de Europa) los blancos llevan la delantera 99 a 88.
Para resumir, si se desglosa en las 6 grandes competiciones ya mencionadas, el Madrid aventaja por 8, 10, 6 y 1 a los azulgrana en Ligas, Copas de Europa, Mundiales de Clubes y Supercopas de Europa respectivamente; asimismo, el Barça lleva una ventaja de 12 y 2 en títulos de Copa del Rey y Supercopa de España respectivamente.

### Por décadas
La siguiente tabla muestra los títulos conseguidos por ambos clubes organizados por décadas, indicándose a la izquierda los títulos obtenidos por el Fútbol Club Barcelona y a la derecha los conseguidos por el Real Madrid Club de Fútbol:
Nota: No se incluyen competiciones amistosas o regionales.
En negrita los títulos conseguidos hasta esa década, y en cursiva de color verde los conseguidos durante la década indicada

| Años      |                    |                    |                |                |                     |                     |                        |                        |                            |                            |                  |                  |                         |                         |             |             |                     |                     |                     |                     |                   |                   | Total    | Total     |
|           | FCB                | RMCF               | FCB            | RMCF           | FCB                 | RMCF                | FCB                    | RMCF                   | FCB                        | RMCF                       | FCB              | RMCF             | FCB                     | RMCF                    | FCB         | RMCF        | FCB                 | RMCF                | FCB                 | RMCF                | FCB               | RMCF              | FCB      | RMCF      |
| --------- | ------------------ | ------------------ | -------------- | -------------- | ------------------- | ------------------- | ---------------------- | ---------------------- | -------------------------- | -------------------------- | ---------------- | ---------------- | ----------------------- | ----------------------- | ----------- | ----------- | ------------------- | ------------------- | ------------------- | ------------------- | ----------------- | ----------------- | -------- | --------- |
| 1900-10   |                    |                    | 1              | 4              |                     |                     |                        |                        |                            |                            |                  |                  |                         |                         |             |             |                     |                     |                     |                     |                   |                   | 1        | 4         |
| 1910-20   |                    |                    | 4 (+3)         | 5 (+1)         |                     |                     |                        |                        |                            |                            |                  |                  |                         |                         |             |             |                     |                     |                     |                     |                   |                   | 4 (+3)   | 5 (+1)    |
| 1920-30   | 1                  | -                  | 8 (+4)         | 5              |                     |                     |                        |                        |                            |                            |                  |                  |                         |                         |             |             |                     |                     |                     |                     |                   |                   | 9 (+5)   | 5         |
| 1930-40   | 1                  | 2 (+2)             | 8              | 7 (+2)         |                     |                     |                        |                        |                            |                            |                  |                  |                         |                         |             |             |                     |                     |                     |                     |                   |                   | 9        | 9 (+4)    |
| 1940-50   | 4 (+3)             | 2                  | 9 (+1)         | 9 (+2)         | 1                   | 1                   |                        |                        |                            |                            |                  |                  |                         |                         | 1           | -           |                     |                     |                     |                     |                   |                   | 15 (+6)  | 12 (+3)   |
| 1950-60   | 8 (+4)             | 6 (+4)             | 14 (+5)        | 9              | 3 (+2)              | 1                   |                        |                        | -                          | 5                          |                  |                  | 2                       | -                       | 2 (+1)      | 2 (+2)      |                     |                     |                     |                     | -                 | 1                 | 29 (+14) | 24 (+12)  |
| 1960-70   | 8                  | 14 (+8)            | 16 (+2)        | 11 (+2)        | 3                   | 1                   |                        |                        | -                          | 6 (+1)                     |                  |                  | 3 (+1)                  | -                       | Extinta     | Extinta     |                     |                     |                     |                     | -                 | 1                 | 32 (+3)  | 35 (+11)  |
| 1970-80   | 9 (+1)             | 20 (+6)            | 18 (+2)        | 14 (+3)        | 3                   | 1                   |                        |                        | -                          | 6                          | 1                | -                | 3                       | -                       | Extinta     | Extinta     |                     |                     |                     |                     | -                 | 1                 | 36 (+4)  | 44 (+9)   |
| 1980-90   | 10 (+1)            | 25 (+5)            | 22 (+4)        | 16 (+2)        | 4 (+1)              | 4 (+3)              | 2                      | 1                      | -                          | 6                          | 3 (+2)           | -                | 3                       | 2 (+2)                  | Extinta     | Extinta     |                     |                     |                     |                     | -                 | 1                 | 46 (+10) | 57 (+13)  |
| 1990-00   | 16 (+6)            | 27 (+2)            | 24 (+2)        | 17 (+1)        | 8 (+4)              | 6 (+2)              | Extinta                | Extinta                | 1 (+1)                     | 8 (+2)                     | 4 (+1)           | -                | 3                       | 2                       | Extinta     | Extinta     | 2                   | -                   | -                   | 1                   | -                 | 2 (+1)            | 62 (+16) | 66 (+9)   |
| 2000-10   | 20 (+4)            | 31 (+4)            | 25 (+1)        | 17             | 12 (+4)             | 9 (+3)              | Extinta                | Extinta                | 3 (+2)                     | 9 (+1)                     | Extinta          | Extinta          | 3                       | 2                       | Extinta     | Extinta     | 3 (+1)              | 1 (+1)              | Extinta             | Extinta             | 1 (+1)            | 3 (+1)            | 75 (+13) | 76 (+10)  |
| 2010-20   | 26 (+6)            | 34 (+3)            | 30 (+5)        | 19 (+2)        | 16 (+4)             | 12 (+3)             | Extinta                | Extinta                | 5 (+2)                     | 13 (+4)                    | Extinta          | Extinta          | 3                       | 2                       | Extinta     | Extinta     | 5 (+2)              | 4 (+3)              | Extinta             | Extinta             | 3 (+2)            | 7 (+4)            | 96 (+21) | 95 (+19)  |
| 2020-Act. | 27 (+1)            | 36 (+2)            | 32 (+2)        | 20(+1)         | 18 (+2)             | 14 (+2)             | Extinta                | Extinta                | 5                          | 15 (+2)                    | Extinta          | Extinta          | 3                       | 2                       | Extinta     | Extinta     | 5                   | 6 (+2)              | Extinta             | Extinta             | 3                 | 9 (+2)            | 101 (+5) | 106 (+11) |
| Años      | Campeonato de Liga | Campeonato de Liga | Copa de España | Copa de España | Supercopa de España | Supercopa de España | Copa de Liga de España | Copa de Liga de España | Copa de Europa / Champions | Copa de Europa / Champions | Recopa de Europa | Recopa de Europa | Copa Ferias / Copa UEFA | Copa Ferias / Copa UEFA | Copa Latina | Copa Latina | Supercopa de Europa | Supercopa de Europa | Copa Iberoamericana | Copa Iberoamericana | Mundial de Clubes | Mundial de Clubes | Total    | Total     |

## «El Clásico»fuera de España
La repercusión de sus encuentros traspasa incluso las fronteras de España. Desde 2010 sus partidos se retransmiten en la mayoría de países del mundo, y su audiencia ha ido creciendo de manera exponencial.
En 2011 el ministro de Deportes de Omán junto con el apoyo del empresario y exjugador tinerfeño Rayco García Cabrera, y con el objetivo de promocionar el turismo deportivo en el país, intentó programar un encuentro entre ambos conjuntos en el sultanato de Omán. Ante distintas constricciones de realizar el partido con los jugadores en activo de los clubes, se produjo el primer clásico español fuera de España entre los respectivos equipos de veteranos o leyendas. Dicho partido fue el primer paso en la creación del departamento de leyendas del club catalán, oficializado en 2016, a semejanza del del club madrileño, vigente desde 2008.
Fue en 1982 cuando ambos conjuntos disputaron el primer encuentro fuera de España durante el torneo amistoso Luis Herrera Campins, en Barquisimeto, Venezuela, y los madrileños vencieron por 1-0 con gol de Vicente del Bosque. La "Copa Presidente de la República" fue un torneo cuadrangular en el cual participaron además el Inter de Milán y el Porto. El equipo de Milán fue el campeón tras una victoria por penales ante el equipo portugués, el cual había derrotado en su primer encuentro a los azulgranas, y luego de un primer partido en el cual venció a los merengues. El Clásico fue el partido para definir el tercer lugar, el cual lo terminaría obteniendo el equipo madrileño.
En 2020, se pudo haber producido su primer encuentro oficial fuera de España, con motivo de la Supercopa de España de 2020, realizada en Arabia Saudita. Encuadrados por el sorteo en diferentes semifinales, el enfrentamiento se hubiera producido en la final. Sin embargo los barcelonistas perdieron su encuentro frente al Club Atlético de Madrid, que fueron los que se enfrentaron finalmente a los madridistas, y que supuso ser el cuarto derbi madrileño oficial fuera de España. Sí lo hicieron en 2022 en la citada competición, correspondiente a las semifinales del día 12 de enero, en la que los madridistas se impusieron por 2-3.

## «El Clásico Femenino»
En la temporada 2020-2021, el Real Madrid hizo su debut en el ámbito del fútbol femenino tras la integración del CD Tacón. Desde entonces, los enfrentamientos contra el Barcelona se han consolidado como uno de los eventos más destacados a nivel global en el mundo del fútbol.
El Clásico femenino ha establecido registros impresionantes en cuanto a la asistencia de espectadores en los últimos años. Un ejemplo notable fue el partido de vuelta de los cuartos de final de la UEFA Women's Champions League 2021/22 entre el Barcelona y el Real Madrid, celebrado en el Camp Nou, donde se congregaron 91,553 aficionados, marcando así un hito en la historia del fútbol femenino.

### Balance de enfrentamientos
En esta tabla se resumen todos los encuentros disputados entre ambos equipos en todas las competiciones oficiales (no se incluyen los encuentros del CD Tacón frente al Fútbol Club Barcelona en la liga 2019-20, pese a que el Real Madrid ya había anunciado oficialmente la absorción del club, definiéndola como una colaboración transitoria hasta la definitiva fusión por absorción). El equipo empezó a llamarse Real Madrid femenino la temporada siguiente al ascenso a Primera División del CD Tacón.
| Competición                  | P.J. | Ganó RMA | P.E. | Ganó FCB | G.RMA | G.FCB |
| ---------------------------- | ---- | -------- | ---- | -------- | ----- | ----- |
| Campeonato de Liga           | 10   | 1        | 0    | 9        | 5     | 34    |
| Campeonato de España de Copa | 3    | 0        | 0    | 3        | 1     | 12    |
| Supercopa de España          | 4    | 0        | 0    | 4        | 1     | 13    |
| Liga de Campeones            | 2    | 0        | 0    | 2        | 3     | 8     |
| Total                        | 19   | 1        | 0    | 18       | 10    | 67    |

### Partidos disputados
| Fecha                   | Local       | Resultado    | Visitante   | Torneo                                       | Lugar                   | Goles y expulsiones |
| ----------------------- | ----------- | ------------ | ----------- | -------------------------------------------- | ----------------------- | --- |
| 4 de octubre de 2020    | Real Madrid | 0–4          | Barcelona   | Liga - Jornada 1                             | Alfredo Di Stéfano      | Patri Guijarro 19', Misa Rodríguez 55' , Lieke Martens 66', Alexia Putellas 75'                                                      |
| 31 de enero de 2021     | Barcelona   | 4–1          | Real Madrid | Liga - Jornada 18                            | Johan Cruyff            | Alexia Putellas 14', Jennifer Hermoso 23', Asisat Oshoala 37', 70' / Misa Rodríguez 72', Olga Carmona 81'                            |
| 12 de diciembre de 2021 | Real Madrid | 1–3          | Barcelona   | Liga - Jornada 13                            | Alfredo Di Stéfano      | Kosovare Asllani 52' / Lieke Martens 8', 23', Irene Paredes 18'                                                                      |
| 19 de enero de 2022     | Barcelona   | 1–0          | Real Madrid | Supercopa de España - Semifinales            | Las Rozas               | Alexia Putellas 90'+1' |
| 13 de marzo de 2022     | Barcelona   | 5–0          | Real Madrid | Liga - Jornada 24                            | Johan Cruyff            | Alexia Putellas 41', 43', Patri Guijarro 60', Babett Peter 65' , Jennifer Hermoso 82'                                                |
| 13 de marzo de 2022     | Real Madrid | 1–3          | Barcelona   | Champions League - Cuartos de final (ida)    | Alfredo Di Stéfano      | Olga Carmona 8' / Alexia Putellas 53', 90'+4', Claudia Pina 81'                                                                      |
| 30 de marzo de 2022     | Barcelona   | 5–2          | Real Madrid | Champions League - Cuartos de final (vuelta) | Camp Nou                | Mapi León 8', Aitana Bonmatí 52', Claudia Pina 55', Alexia Putellas 62', Caroline Hansen 70' / Olga Carmona 16', Claudia Zornoza 48' |
| 25 de mayo de 2022      | Barcelona   | 4–0          | Real Madrid | Copa de la Reina - Semifinales               | Santo Domingo           | Lieke Martens 19', Aitana Bonmatí 47', Mariona Caldentey 52', Asisat Oshoala 75'                                                     |
| 6 de noviembre de 2022  | Real Madrid | 0–4          | Barcelona   | Liga - Jornada 8                             | Alfredo Di Stéfano      | Ana Crnogorčević 4', Patri Guijarro 43', Rocío Gálvez 52' , Fridolina Rolfö 81'                                                      |
| 19 de enero de 2023     | Barcelona   | 3–1 (a.e.t.) | Real Madrid | Supercopa de España - Semifinales            | Romano                  | Claudia Pina 24', Irene Paredes 59', Mariona Caldentey 111', Salma Paralluelo 120' / Caroline Weir 54'                               |
| 25 de marzo de 2023     | Barcelona   | 1–0          | Real Madrid | Liga - Jornada 23                            | Johan Cruyff            | Fridolina Rolfö 77' |
| 19 de noviembre de 2023 | Barcelona   | 5–0          | Real Madrid | Liga - Jornada 9                             | Olímpico Lluís Companys | Aitana Bonmatí 17', Caroline Hansen 43', Mariona Caldentey 45'+1', Claudia Pina 90'+1', Vicky López 90'+3'                           |
| 17 de enero de 2024     | Barcelona   | 4–0          | Real Madrid | Supercopa de España - Semifinales            | Butarque                | Mariona Caldentey 12', Salma Paralluelo 15', Mariona Caldentey 39', Salma Paralluelo 52'                                             |
| 24 de marzo de 2024     | Real Madrid | 0–3          | Barcelona   | Liga - Jornada 21                            | Alfredo Di Stéfano      | Fridolina Rolfö 10', Aitana Bonmatí 55', Caroline Hansen 67'                                                                         |
| 16 de noviembre de 2024 | Real Madrid | 0–4          | Barcelona   | Liga - Jornada 10                            | Alfredo Di Stéfano      | Patri Guijarro 4', 22', Claudia Pina 39', Alexia Putellas 86'                                                                        |
| 26 de enero de 2025     | Barcelona   | 5–0          | Real Madrid | Supercopa de España - Final                  | Butarque                | Caroline Hansen 31', Ewa Pajor 37', 45+3', Patri Guijarro 62', Alexia Putellas 85'                                                   |
| 6 de marzo de 2025      | Real Madrid | 0–5          | Barcelona   | Copa de la Reina - Semifinales (ida)         | Alfredo Di Stéfano      | Salma Paralluelo 2', 42', Ewa Pajor 14', 29', 78'                                                                                    |
| 12 de marzo de 2025     | Barcelona   | 3–1          | Real Madrid | Copa de la Reina - Semifinales (vuelta)      | Johan Cruyff            | Patri Guijarro 24', Ewa Pajor 48', 68' / Signe Bruun 90'+2'                                                                          |
| 23 de marzo de 2025     | Barcelona   | 1–3          | Real Madrid | Liga - Jornada 23                            | Olímpico Lluís Companys | Caroline Hansen 67' / Alba Redondo 41', Caroline Weir 87', 90'+6'                                                                    |

### Partidos que decidieron un título
Ambos clubes se han enfrentado para decidir un título una vez, que fue favorable para las barcelonistas, y fue correspondiente a la Supercopa de España.
A continuación se detallan los resultados de dichos partidos desde el primero de ellos producido en 2025.
Nombres de equipos en la época. Indicados partidos de finales definitorios de un título.
| Temporada           | Campeón               | Resultado           | Subcampeón                 | Sede Final                             |
| Supercopa de España | Supercopa de España   | Supercopa de España | Supercopa de España        |                                        |
| ------------------- | --------------------- | ------------------- | -------------------------- | -------------------------------------- |
| 2025                | Fútbol Club Barcelona | 5 - 0               | Real Madrid Club de Fútbol | Estadio Municipal de Butarque, Leganés |

## Jugadores que han militado en ambos clubes
A lo largo de la historia son varios los jugadores que han jugado en ambos equipos, algunos de los cuales pasaron inadvertidos para la afición rival, mientras que otros fueron el objetivo de la dura rivalidad de las respectivas aficiones.
A continuación se listan tanto los jugadores como una breve descripción de sus casos.

### El caso de Alfredo Di Stéfano
Jugador del Club Atlético River Plate se fuga en agosto de 1949 al Club Deportivo Los Millonarios colombiano. Se había organizado una especie de 'liga pirata' que reclutó a jugadores de diversas nacionalidades, en su mayoría argentinos debido a una huelga de jugadores en dicha liga. A finales de 1953 el Fútbol Club Barcelona llegó a un acuerdo con el club argentino pagándole la mitad de los derechos del jugador, sin llegar a un acuerdo con el club colombiano, poseedor de la otra mitad hasta 1954 debido al Pacto de Lima, de modo que el contrato solo podría llevarse a cabo a partir de 1955, fecha en que los derechos del jugador volverían a pertenecer en su totalidad al club argentino. Al enterarse de esta situación el club barcelonista se puso en contacto con el club colombiano, quien ya había vendido sus derechos al Real Madrid Club de Fútbol quien conocedor de esta situación desde que en 1952 disputase frente a los colombianos el trofeo por las Bodas de Oro del club madrileño llegó a un acuerdo con el presidente colombiano por los derechos del jugador hasta 1954 —siendo por tanto ambos clubes poseedores de una mitad de los derechos del futbolista—.
El club madrileño viajó entonces a Argentina para hacerse con los derechos a partir de 1955, pero el 50% de estos ya han sido pagados por los barcelonistas. La circunstancia desencadenó en un viaje de los madrileños a Barcelona para ver al jugador, quienes tras ver que el jugador se sentía menospreciado por los catalanes le ofrecieron una pequeña cantidad como futuro integrante de la plantilla. Di Stéfano agradeció mucho el detalle ya que solo había disputado tres partidos amistosos con los barcelonistas hasta la fecha, mientras el club se encontraba disputando la Pequeña Copa del Mundo de Clubes en Caracas. Poco tiempo después, el C. D. Los Millonarios y el Real Madrid C. F. sellaron oficialmente el acuerdo por lo que el F. C. Barcelona no pudo inscribir al jugador en la Federación Española, y viceversa. Este hecho hizo que los catalanes intentasen reconducir la situación con el club colombiano, pero ante la imposibilidad decidió entonces recuperar el dinero entregado al C. A. River Plate, hecho que los argentinos desestimaron rotundamente. El consiguiente enfado de la cúpula barcelonista hizo que intentaran vender su mitad de los derechos a la Juventus Football Club italiana, la cual se negó por no querer inmiscuirse en un fichaje al haber inhabilitado la FIFA a que el jugador militase en cualquier club español hasta que se resolviese el conflicto. Este hecho del club azulgrana terminó por indignar al jugador, quien no tuvo dudas sobre el equipo a recalar ante la resolución del conflicto. Esta, ante la cercanía del cierre del mercado de fichajes —en el que además se había prohibido el fichaje de jugadores extranjeros— se complicó aún más con la intervención de la Federación Española de Fútbol quien anunció que de manera excepcional —involucrando a otros clubes españoles afectados— permitiría su inclusión tras un decreto de la Delegación Nacional de Deportes que aceptaba a jugadores extranjeros siempre y cuando las negociaciones hubiesen sido iniciadas antes de agosto de 1953. Resuelta la decisión de la FIFA, que dictaminó que el jugador jugase alternándose un año en cada club, dando con la negativa barcelonista y su renuncia a los derechos que vendió a los madrileños. Los dirigentes barcelonistas alegaron presiones para su renuncia por parte del régimen franquista, amenazando los negocios personales del presidente del Barcelona. El Real Madrid C. F. tras la dimisión del presidente barcelonista por los hechos acontecidos, inscribió pues finalmente al futbolista. Desde entonces el fichaje de Di Stéfano por los madridistas fue otro añadido más a la rivalidad entre los dos clubes.
La contratación terminó además por marcar un antes y un después en la historia del Real Madrid C. F., que inició poco después una época dorada de triunfos. La senda de títulos que se inició tras el fichaje del astro argentino les permitió superar a los dos clubes que poseían hasta entonces un mayor número de títulos, el Athletic Club y el mismo Fútbol Club Barcelona. La diferencia se hizo notable viéndose solo reducida en las últimas décadas por el F. C. Barcelona debido a la racha de títulos iniciada desde la década de los noventa.

### Luís Figo
Con la excepción del de Di Stéfano, Luís Figo fue el caso más polémico. El jugador, por quien ya se disputaron nuevamente su contratación ambos clubes cuando militaba en el Sporting de Lisboa, llegó como fichaje estrella al club catalán en el año 1995. Con su buen juego, goles y liderazgo en la cancha, se ganó a la afición «culé» llegando incluso a ser el capitán del equipo, y en donde tenían especial repercusión sus actuaciones frente al club madridista.
Con él, el club ganó la Liga en dos ocasiones, dos Copas del Rey, una Supercopa de España, una Recopa de Europa y una Supercopa de Europa. Cuando Florentino Pérez en el año 2000 se postuló candidato a la presidencia del Real Madrid C. F., prometió el fichaje del portugués, algo poco creíble y hasta desmentido por el propio jugador, y que en caso de no producirse pagaría las cuotas de todos los socios madridistas. Pérez ganó las elecciones y logró fichar al astro portugués, con quien ya había firmado un precontrato debido al enfado del futbolista quien consideraba inaceptable la oferta de renovación recibida por los dirigentes barcelonistas, y después de que estos hubieran de aceptar las condiciones del acuerdo pese a su inicial negativa. Fue el traspaso más caro de la historia hasta esa fecha: 10.270 millones de pesetas (61,9 millones de euros).
Desde ese momento Figo se convirtió en el personaje más odiado por la afición catalana y su apellido se utilizó como sinónimo de traidor. El Camp Nou se transformaba cuando el jugador regresaba vestido de blanco y fueron frecuentes los lanzamientos de objetos desde las gradas. Desde aquel primer retorno a Barcelona, como vencedor del Balón de Oro, el jugador se identificó en adelante con los colores del club madrileño, cerrando cualquier tipo de vinculación o trato con los barcelonistas.
Sin quererlo, se convirtió en el principal foco de atención en los enfrentamientos entre ambos conjuntos hasta que finalmente abandonó España en el año 2005 poniendo rumbo a Italia para jugar en el Football Club Internazionale. Años después del controvertido fichaje, el propio jugador manifestó que "fue una decisión importante y difícil, porque cambié de una ciudad que me daba mucho y donde estaba bien; pero cuando no sientes que eres reconocido por lo que estas haciendo, si tienes una propuesta de otro club lo piensas."

### Luis Enrique Martínez
Luis Enrique debutó en el cuadro merengue a inicios de los años 1990 donde tras cinco años jugando como titular en el club madrileño con un regular rendimiento, fue fichado por el F. C. Barcelona tras no renovar el club madrileño su contrato pese a que Míchel González, único jugador que le disputaba un puesto como titular, abandonó el club. El no sentirse valorado fue la circunstancia que le llevó a iniciar contactos con la entidad barcelonista —siendo tildado como traidor por la afición madrileña—, que vio la oportunidad perfecta para resarcirse de los casos de Michael Laudrup y Luis Milla, quienes pusieron el año anterior rumbo a Madrid.
El jugador inició así un nuevo romance con la camiseta blaugrana y un desamor con los madridistas llegando incluso a mostrar gran desprecio por la que hasta hace poco fue su camiseta en clara acusación a la directiva madrileña. La situación creció en repercusión cuando el futbolista, al contrario que en su etapa en la capital, mostró un gran rendimiento futbolístico destapando una notable faceta goleadora hasta entonces desconocida, y que los blancos sufrieron en contadas ocasiones. En 2004 jugó su último partido con el club blaugrana pasando a ser posteriormente el entrenador de su equipo filial y como el entrenador del primer equipo en 2014 tras su paso por Roma y Vigo, haciendo revivir los pasados acontecimientos. Tras los casos de Di Stéfano y Figo —los casos más recordados en Barcelona— es el caso más polémico siendo al contrario que estos el más mencionado en Madrid, y el de más repercusión entre ambos clubes de un jugador español.
El 9 de julio de 2018, y ya en su carrera como entrenador, comenzó a dirigir a la selección española —a la que retornó tras un breve receso por cuestiones personales en noviembre de 2019—, donde dirigió hasta 2022.

### Michael Laudrup
En 1989 Michael Laudrup fichó por el F. C. Barcelona por expreso deseo del entonces entrenador barcelonista Johan Cruyff. En el club catalán vivió los mejores momentos de su carrera deportiva, que se relanzó hasta situarlo en la cúspide del fútbol mundial.
A ello contribuyeron los éxitos del club con el que conquistó la Copa de Europa en 1992 y cuatro Ligas consecutivas. Laudrup era uno de los pilares indiscutibles del equipo y uno de los tres jugadores extranjeros de aquel equipo denominado como el «Dream Team», en alusión al afamado equipo de Estados Unidos de las Olimpiadas de 1992. La llegada de un cuarto extranjero en el once titular —circunstancia no permitida en el fútbol español— complicó su situación llevándole a ser un habitual del banquillo y principal damnificado futbolísticamente, deteriorando notablemente su relación tanto con el entrenador como con el club propiciando su salida de la entidad en el verano de 1994 tras la decisión del entrenador Cruyff de no renovarle el contrato ya que no entraría en los planes de la nueva temporada.
Tras los acontecimientos fichó por el Real Madrid C. F., para ganar la Liga de 1994-95 tomándose su particular venganza con Cruyff al contribuir a la goleada por 5-0 a los catalanes y mostrar que aún tenía clase suficiente para ser titular en un equipo de primer nivel europeo. Curiosamente, la temporada anterior, Laudrup había contribuido a que el Barcelona también derrotase por 5-0 a los madrileños siendo el único futbolista que ha vivido una «manita» al eterno rival con ambos conjuntos. Militó como blanco dos temporadas hasta que abandonó España en 1996 rumbo a Japón y retirarse posteriormente en el Ajax Ámsterdam en 1998.

### Samuel Eto'o
El camerunés Samuel Eto'o llegó muy joven a las secciones inferiores madridistas. Aunque subió pronto al primer equipo, nunca tuvo minutos en los que demostrar su potencial empezando un carrusel de cesiones por distintos clubes españoles que tampoco terminaron de confiar en su potencial hasta recalar en el Real Club Deportivo Mallorca, club con el que se convirtió en un destacado delantero.
Tras su evolución, los madrileños estuvieron lentos al tratar de reincorporarlo a sus filas mostrando poco interés y sin llegar a confiar en él plenamente, y el malestar del futbolista con los madrileños empezó a crecer ya que quería triunfar como madridista y la dirigencia no terminaba de verle como un buen activo, pese a que incluso en algún partido frente al Real Madrid C. F., ante el que siempre cuajó buenas actuaciones, manifestó públicamente ese deseo. hasta que finalmente acabó por llegar a un acuerdo con el F. C. Barcelona en el verano de 2004 tras ver el jugador un mayor interés de estos en sus cualidades que el club madrileño. Pese a que los blancos aún contaban con el 50% de sus derechos, no igualaron la oferta presentada por los catalanes a los mallorquines ya que además tenían cubierto ya el cupo de extranjeros, circunstancias que terminaron por llevarle a Barcelona.
Su titularidad, acontecida por unas actuaciones que resultaron ser unas de las mejores del club en toda su historia, no fue discutida hasta la llegada de Pep Guardiola al mando del equipo, hasta que en 2009 fue traspasado al F. C. Internazionale por notables diferencias entre ambos.

### Ronaldo
El futbolista brasileño Ronaldo Nazário llegó procedente de los Países Bajos al F. C. Barcelona como una futura promesa. El jugador, quien ya deslumbrase con su técnica y goles a pesar de su juventud, conquistó en su primera y única temporada como barcelonista una Copa del Rey y una Recopa de Europa además de proclamarse «pichichi» y Balón de Oro en 1997 acaparando toda la atención mediática del fútbol. Sus desacuerdos con el club, quien le ofreció una mejora del contrato bastante insuficiente acorde con su rendimiento y por el que el brasileño no se sintió valorado, dieron con su salida tras apenas un año para recalar en Italia tras pagar el F. C. Internazionale su cláusula de rescisión en un caso no exento de polémica.
En el año 2002 tras ganar la Copa Mundial de 2002 y haberse recuperado de dos importantes lesiones de rodilla que hicieron dudar de su rendimiento y su inminente futuro, fue fichado por el Real Madrid C. F. proclamándose de nuevo a final de año como Balón de Oro y durante los cuales manifestó una mayor cercanía y afición por los madrileños. Permaneció en la disciplina madrileña por cuatro años convirtiéndose en uno de los máximos goleadores de la historia del club antes de abandonarlo en el invierno de 2007 debido al notable descenso en su rendimiento por unos problemas de hipotiroidismo que arrastraba desde hacía tiempo —y que fueron conocidos más adelante con su retirada como profesional—.

#### Otros casos de menor repercusión
- Alfonso Albéniz: jugó con el F. C. Barcelona en la temporada 1901-02, para pasar al equipo madrileño al final del citado año siendo el primer traspaso de un jugador entre ambos clubes. El jugador se mantuvo en el club hasta 1911 donde formó parte de su directiva.[175]

- José Quirante: perteneció al conjunto catalán de 1901 a 1911 hasta que fue polémicamente despedido, si bien entre 1906 y 1908 jugó como madridista, debido a su traslado a Madrid por asuntos laborales.[176]

- Luciano Lizárraga: integrante del Moderno Foot-Ball Club ingresó en el club madridista tras la fusión de ambos clubes, y con los que permaneció dos temporadas antes de reforzar las filas del conjunto barcelonista en 1906, con el que no llegó a disputar ningún partido.[177]

- Arsenio Comamala: barcelonista entre 1903 y 1911, abandonó su disciplina al considerar injusto el despido del citado Quirante y recaló el conjunto madrileño hasta 1914 al tiempo que fundaba junto a otros excompañeros el Casual Sport Club.[178]

- Walter Rositzky: el que fue el primer extranjero en vestir ambas camisetas, jugó dos temporadas como barcelonista desde 1911 de donde pasó a disciplina madridista por una temporada antes de marchar a combatir en la Primera Guerra Mundial.[179]

- Ricardo Zamora: formado en el Real Club Deportivo Español, pasó al F. C. Barcelona en 1919 donde tras tres años regresó al club españolista, y finalmente al Real Madrid C. F. en el año 1930 tras el que fue el mayor traspaso del fútbol español hasta el momento, y donde permaneció seis años y conquistó sus mayores hazañas y títulos. Se retiró en la final del Campeonato de España 1936 frente a los barcelonistas en la que fue una de sus actuaciones más recordadas.[180]

- José Samitier: considerado una de las primeras figuras del conjunto catalán, donde recaló con 17 años, fue parte del club de 1919 a 1932, cuando por desavenencias con la directiva recaló en el equipo madrileño hasta el final de la temporada 1933-34 y donde se reencontró con Zamora. Pese al poco tiempo en comparativa en uno y otro club, fue el primer caso de trascendencia para los aficionados.[175] Años después entrenó al club barcelonista.

- Hilario Marrero: fue jugador madridista desde 1931 hasta el estallido de la guerra civil española, momento en el que se trasladó a levante donde previa estancia de tres años en el Valencia C. F. pasó a disputar una temporada como barcelonista.[181]

- Luis Miranda: Su carrera transcurrió principalmente en el Real Club Victoria canario, excepto durante los años posteriores a la Guerra Civil, en los que probó fortuna en el fútbol peninsular. Jugó tres partidos regionales en un Real Madrid necesitado de jugadores tras la guerra, probando igualmente en el Atlético Aviación, para finalmente recalar en el FC Barcelona, con quien disputó un único encuentro en Primera División.[182]

- Joaquín Navarro: perteneció al F. C. Barcelona durante una temporada antes de jugar ocho años para el Real Madrid C. F., donde conquistó sus mayores laureles como profesional, previo paso por el C. D. Sabadell.[183]

- Alfonso Navarro: hermano del anterior, permaneció cuatro temporadas como barcelonista hasta que en 1950 pasó al Real Madrid C. F. por un año para jugar con su hermano hasta que tras deambular por diversos clubes retornó al conjunto barcelonista.[183]

- José Canal: tras jugar en el R. C. D. Español, fue jugador blanco en la temporada 1945-46 hasta que hubo de retornar a Barcelona a cumplir el servicio militar, momento en el que se enroló en el conjunto barcelonista, en donde permaneció seis temporadas hasta 1951.[175][184]

- Ferran Ferrús: Se formó en el FC Barcelona, jugando en el infantil durante la Guerra Civil y en el primer equipo en 1939. En 1940 fichó por el Terrassa FC, club donde jugó a alto nivel durante cuatro temporadas. En 1944 ingresó en el RCD Espanyol disputado 16 partidos de liga con el club. Jugó cedido al Reus Deportiu en 1945. La temporada 1946-47 fichó por el Real Madrid, donde ganó la Copa del Rey en 1947.

- Justo Tejada: barcelonista entre 1953 y 1961, recibió la baja por parte del club y aceptó la oferta del conjunto madrileño, donde jugó hasta 1963.[175]

- Chus Pereda: a la inversa que Tejada, en 1961 recaló en Barcelona previo paso por Valladolid y Sevilla tras haber jugado para los madrileños en la temporada 1957-58. Sus ocho años como barcelonista fueron los más exitosos de su carrera y en donde fue considerado como uno de sus integrantes históricos.[175]

- László Kaszás: con los catalanes apenas disfrutó de oportunidades antes de recalar en Madrid, donde no llegó a disputar ningún partido del campeonato.[185][186]

- Evaristo Macedo: fue el mito barcelonista entre 1957 y 1962 hasta que hubo de abandonar el club debido al fichaje del uruguayo Luis Cubilla en detrimento de su plaza de extranjero, pasando entonces a ser jugador del Real Madrid C. F. hasta 1965.[175]

- Fernand Goyvaerts: tras ser barcelonista durante tres temporadas en 1965 recaló en Madrid.[175]

- Lucien Müller: a la inversa y tras otros tres años en Madrid, en el mismo 1965 recaló en Barcelona, donde una década después fue su entrenador.[175]

- Amador Lorenzo: tercer portero madridista tras Miguel Ángel y García Remón recaló en Barcelona previo paso por el Hércules C. F., para ser el relevo de Pello Artola y Javier Urruti.[175]

- Bernd Schuster: tras jugar ocho años en Barcelona y ser considerado como uno de los mejores jugadores de su época, tuvo un enfrentamiento con la directiva que terminó en los tribunales y que le llevó a pasar casi un año sin jugar hasta que finalizó su contrato y en represalia recaló en el club madrileño. Fue hasta el momento uno de los casos más sonados. Años después fue también entrenador del conjunto madrileño.[175]

- Luis Milla: otro sonado caso lo protagonizó el turolense donde tras formarse en la cantera blaugrana y ser considerado como uno de sus pupilos con mayor proyección, se distanció del club por diferencias económicas que implicaron al entonces entrenador Cruyff quien frenó la solicitud de un aumento salarial del jugador. En 1990, y conocedores de su situación, los madrileños adelantaron dinero al jugador para pagar su libertad y fichar así por el Real Madrid C. F., equipo en el que permaneció hasta el año 1997.[175]

- Nando Muñoz: en el verano de 1992 el jugador compró su libertad al F. C. Barcelona para recalar en el Sevilla F. C., quien tenía opción de recompra sobre el jugador, y ser inmediatamente traspasado al conjunto madrileño junto a Iván Zamorano. Allí jugó hasta 1996.[175]

- Julen Lopetegui: tras ir perdiendo protagonismo como integrante del filial madridista debutó finalmente con el primer equipo 1990, previa cesión a Las Palmas, y como único encuentro disputado en dos años antes de ser traspasado al C. D. Logroñés. De ahí recaló en Barcelona para disputar apenas diez encuentros en tres años. Años después fue seleccionador nacional y entrenador del conjunto madrileño.[175]

- Gică Hagi: tras dos años como madridista fue fichado por el Brescia Calcio antes de jugar otras dos temporadas en Barcelona sin alcanzar el rendimiento mostrado en Madrid.[175]

- Robert Prosinečki: similar caso al de Hagi donde tras tres temporadas en Madrid recaló en Oviedo, antes de un intrascendente año en Barcelona.[175]

- Miquel Soler: como uno de los futbolistas españoles de trayectoria más larga y más clubes representados jugó varias temporadas en Barcelona antes de disputar una con el Real Madrid C. F. previo paso por Sevilla.[175]

- Albert Celades: formado también en las categorías inferiores del F. C. Barcelona, jugó en el primer equipo de 1995 a 1999 antes de recalar en el R. C. Celta de Vigo y finalmente el Real Madrid C. F., teniendo discretas actuaciones en ambos bandos.[175]

- Dani García: de las categorías inferiores madridistas, tuvo dificultades para probarse con el primer equipo y tras un año en Mallorca recaló en el conjunto barcelonista.[175]

- Alfonso Pérez: canterano madridista jugó en el primer equipo entre 1990 y 1995 antes de pasar sus mejores años deportivos en el Real Betis Balompié. Tras ello recaló en Barcelona donde no logró tener ni participación ni éxito hasta que salió cedido a Francia y finalmente de regreso al conjunto verdiblanco.[175]

- Javier Saviola: Eclipsó al citado Alfonso, fue de más a menos en el conjunto barcelonista hasta que recaló en Madrid sin conseguir tampoco destacar. Es a fecha de 2021 el último jugador en jugar para los primeros equipos de ambos clubes.[175]

- Marcos Alonso Mendoza: Tras formarse en las categorías inferiores del Real Madrid, en donde llegó a debutar con el primer equipo en la temporada 2009-10, recaló en varios equipos europeos hasta que firmó por la entidad blaugrana en septiembre de 2022.[187]

#### Casos especiales
- Enrique Normand: el español de ascendencia francesa fue uno de los jugadores que conformaron la primera plantilla del club madrileño tras su oficialización en 1902, siendo parte del equipo hasta 1915, fecha en la que puso rumbo a la sección de fútbol del Stade Français. Sin embargo en 1909 el jugador disputó un encuentro con el F. C. Barcelona correspondiente al Campeonato de España de Copa de 1909, algo habitual en la época donde equipos se reforzaban en partidos del citado campeonato con jugadores de otros equipos,[188] por lo que siguió perteneciendo a la disciplina del club madrileño hasta el año 1915, fecha en la que rescindió su contrato y se unió al club francés, donde finalmente se retiró.

- Charles Wallace: jugó como barcelonista desde 1907 hasta un polémico despido en 1911, que implicó también a Quirante. Si bien no abandonó la disciplina del club, de manera extraordinaria jugó un partido como madridista en 1908.[189][190]

#### Canteranos
- Kiko Femenía: Canterano de gran proyección que fue fichado en 2011 por el conjunto catalán para su filial, donde no tuvo ni las actuaciones esperadas ni las oportunidades que le fueron prometidas.[191][192] En 2013, el lateral derecho alicantino recaló en el Real Madrid Castilla dónde tampoco triunfó y a mitad de temporada abandonó la disciplina blanca.

- Roberto Trashorras: Del filial barcelonista, llegó a debutar en el primer equipo tras disputar un partido. Pese a ello, se le concedió la carta de libertad en 2003 y el centrocampista rabadense recaló en el Real Madrid "B" en el que estuvo dos temporadas. No llegó a debutar con el primer equipo y después se marchó al Numancia de Soria.

- Jordi López: El centrocampista se formó en las categorías inferiores del F. C. Barcelona hasta ascender al filial azulgrana. De ahí fichó por el filial madridista y hasta consiguió debutar, ya con el primer equipo, en Primera División, Liga de Campeones de la UEFA y Copa del Rey. Tras dos temporadas en el conjunto blanco, fue fichado por el Sevilla Fútbol Club.

- Iago Falque: El mediapunta vigués formó parte de las categorías inferiores del Real Madrid tras la que se trasladó a Barcelona en 2001. Después de varios años en las filas juveniles del club, no subió al filial ni al primer equipo culé por lo que se marchó a Italia para fichar por la Juventus en dónde tampoco llegó a triunfar.

- José María Cela: El delantero zamorano fichó por el Real Madrid Castilla en 1990 (entonces conocido como Real Madrid Deportivo) y tras disputar una temporada se marchó al Numancia de Soria en calidad de cedido. Finalizó contrato con el equipo blanco y fichó por el Sporting de Gijón en el que permaneció dos temporadas. En 1994, fichó por el filial azulgrana en el que Cela fue el segundo máximo anotador del equipo (empatado con otro jugador), con 7 goles en 27 partidos pero nunca logró hacerse un hueco en el primer equipo azulgrana ya que solo disputó un encuentro de la Copa Cataluña. Tras esto, finalizó contrato y se marchó a la U.E. Lleida.

- Bernardo Fuentes: El centrocampista malagueño llegó a debutar como titular en el primer equipo del Real Madrid en un partido de Liga en la temporada 1984-85 con tan solo 18 años. En la temporada 1988-89 recalaría en el Barcelona Atlètic en donde estuvo dos temporadas hasta que fichó por el Cádiz.

- Toni Moral: El centrocampista tarrasense comenzó su carrera en las categoría inferiores del F. C. Barcelona y llegó a jugar en el Barcelona C en 2001. La temporada siguiente fichó por el Real Madrid "B" en el que estuvo dos campañas. Después, fichó por el Celta de Vigo "B".

- Takefusa Kubo: El delantero japonés jugó desde 2011 hasta 2015 en las categorías inferiores del club catalán y se marchó al Football Club Tokyo por la sanción que la FIFA puso al club azulgrana que afectaba a los jóvenes menores de 18 años. En 2019, el equipo blanco lo fichó para el Real Madrid Castilla aunque finalmente se marchó cedido al Mallorca sin llegar a debutar en partido oficial con el club blanco y en la siguiente temporada fue traspasado a la Real Sociedad.

- Manolo Valle: El delantero hilariense fichó por el Castilla en 1981 procedente del Rayo Vallecano y disputó 13 partidos en los que anotó un gol. Tras no tener continuidad en el equipo blanco, la temporada siguiente se marchó al filial barcelonista (entonces conocido como Barcelona Atlètic). En el equipo culé disputó 20 partidos y marcó 2 goles pero tampoco consiguió hacerse con la titularidad y se marchó al Cádiz.[193]

- Jeffrey Hoogervorst: El defensa central neerlandés solamente disputó un único minuto con el Real Madrid Castilla en 2006 antes de pasar esa misma temporada al filial barcelonista hasta el final de la misma. En el filial barcelonista jugó 16 partidos y marcó un gol. Tras una lesión de larga duración, abandonó el equipo azulgrana antes de finalizar la temporada 2007-08.

- Tha'er Bawab: Incorporado en 2004 a las categorías inferiores madridistas, fue un caso parecido al de Hoogervorst. El delantero centro jordano no disputó ningún partido oficial en 2006 con el filial madridista hasta pasar a mitad de temporada al filial barcelonista en donde jugó 13 partidos y marcó 3 goles.

- Toni Lima: El central, que llegó a ser internacional con Andorra, se incorporó al equipo juvenil del F. C. Barcelona en 1986 y en la temporada 1988-89 llegó a jugar 3 partidos en el Barcelona C (entonces conocido como Barcelona Aficionados). La siguiente temporada recaló en el Castilla.

- Jaume Jardí: Comenzó en las categorías inferiores del FC Barcelona hasta llegar a ser capitán del Juvenil "A", llegando a debutar en partido oficial con el FC Barcelona "B". En el verano de 2021 fichó por el Real Madrid Castilla tras cinco temporadas en La Masía. Solo disputó una temporada en el filial madridista ya que en la temporada seguida fue cedido al Racing de Ferrol. Tras finalizar su etapa en el equipo gallego, se desvinculó del equipo madridista y fichó por el Gimnàstic de Tarragona.

- Iker Bravo: Se formó en las categorías inferiores del FC Barcelona hasta la categoría de Cadete "A" cuando decidió poner rumbo al Bayer Leverkusen alemán. En verano de 2022, el Real Madrid fichó al delantero con el objetivo de que alternara partidos con el Juvenil "A" y con el Castilla. En la temporada 2023-24 solo disputó encuentros con el juvenil y al final de la temporada, la entidad madridista no ejerció la opción de compra y volvió al club alemán.

- Pol Roigé: El conjunto blanco fichó al delantero centro barcelonés para el Juvenil "C" tras ser descartado por el club azulgrana. Sin embargo, no terminó de explotar en el equipo blanco y el verano siguiente fichó por el UE Cornellà.[194]

- Oriol Torres: Formado en las categorías inferiores del F. C. Barcelona, el portero sabadellense se marchó en 2010 al juvenil del Real Madrid. Tras acabar su etapa de formación, fichó por el Sabadell en 2010.

- Diego Gómez: El portero salmantino se formó en las categorías inferiores del equipo blanco hasta que en 2002 se marchó a las categorías inferiores del equipo culé. En el Barcelona estuvo hasta el 2009 tras el cual dejó de formar parte de la entidad barcelonista y se marchó al Olesa Montserrat.

- Diego López: En 2011, el delantero asturiano se unió al fútbol base del Sporting de Gijón procedente del Xeitosa. En 2017 se marchó al Real Madrid y solo un año después, tras no cumplir las expectativas abandona la entidad madridista para irse al FC Barcelona. En el club blaugrana tampoco cuajó ya que solo permaneció una temporada ya que después se marchó al Valencia Mestalla.

- Víctor Muñoz: Nacido en Barcelona, el delantero se formó en las categorías inferiores del San Gabriel desde 2012 a 2014, fecha en la que ingresó en La Masía para formar parte del FC Barcelona en el que estuvo hasta el 2017. Desde ese año hasta 2021, formaría parte de las categorías inferiores del CF Damm. En junio de 2021, ingresó en la cantera del Real Madrid para jugar en el juvenil "A". En la temporada 2022-23, formó parte del RSC Internacional FC (futuro Real Madrid "C") y en la siguiente temporada promocionó al Castilla.

- David Vraciu: El centrocampista rumano dejó el Barcelona por el Real Madrid en 2010. En la cantera catalana, Vraciu fue compañero del hijo de Pep Guardiola, pero se marchó descontento con sus entrenadores. Después se marchó a las categorías inferiores del Valencia CF.

- Javi Villar: En julio de 2019, el centrocampista murciano ingresa en la cantera del FC Barcelona para incorporarse al juvenil "B". Debido a que el Barça no tenía fichas disponibles para inscribirle, abandona el club blaugrana y dos meses después firma por el Elche CF para jugar en su equipo juvenil. Tras dos temporadas en el conjunto ilicitano, el 7 de julio de 2021 ingresó en La Fábrica para incorporarse al juvenil "A" del Real Madrid Club de Fútbol para un año más tarde promocionar al Castilla.

- Pol Durán: El centrocampista catalán pasó por las categorías inferiores del Espanyol para después recalar en el FC Barcelona. Militó en La Masía dos temporadas (2015-2017), pasó por el Nástic Manresa y después se marchó a La Fábrica.[195]

- Moha Moukhliss: El centrocampista marroquí ingresó en La Fábrica del Real Madrid en 2010 hasta terminar su etapa de juvenil en 2019. En 2020, tras quedar liberado del Real Madrid, firmó por el Real Valladolid Promesas por dos temporadas. En la temporada 2022-23, firmó por el F. C. Andorra y en el mercado de invierno fue cedido al Fútbol Club Barcelona Atlètic para disputar el resto de la temporada. En verano de 2023 continuó su cesión en la entidad barcelonesa llegando a ser segundo capitán del filial blaugrana tras Marc Casadó.[196] En total, disputó 53 partidos en los que anotó 3 goles hasta que en la temporada 2023-24 se marchó.

- Ayoub Abou: Ayoub se formó en la cantera del F. C. Barcelona donde fue uno de los canteranos más prometedores de La Masía desde su llegada en 2007, con solo nueve años. Un mes después, el centrocampista marroquí que iba a ser cedido a un conjunto de segunda división, rescinde su contrato con el Getafe CF y firma por el Real Madrid, convirtiéndose en un refuerzo de garantías para el filial blanco en su búsqueda del ascenso a la categoría de plata del fútbol español.

- Aleix Vidal: Procedente de La Masía barcelonista, no logra progresar y tras deambular por diversos clubes ficha por el Real Madrid teniendo algo más de continuidad, empezando con el cadete "A" logrando pasar la temporada siguiente al juvenil "C". Sin embargo, tras no progresar en el club blanco se marchó cedido al Gimnástic de Tarragona. Años más tarde, en 2015, ficharía por el FC Barcelona en el que disputó 30 partidos y marcó 3 goles.

- Xavi Carmona: Después de un período con el F. C. Barcelona, Carmona se graduó con las filas juveniles del Real Madrid. Hizo su debut sénior con el equipo C en la campaña 2011-12, en Tercera División.

- Dani Fragoso: Jugó al fútbol juvenil para el RCD Espanyol y el Real Madrid. Hizo su debut sénior con el equipo B del ex durante la temporada 2000-01, en Segunda División B, y pasó la mayor parte de su carrera en ese nivel, representando al CF Extremadura, F. C. Barcelona B, Cádiz CF, UD Melilla, CD Atlético Baleares, CE L'Hospitalet, Lleida Esportiu y La Roda CF.

- Isaac Becerra: Se formó en las categorías inferiores del F. C. Barcelona, para fichar por el RCD Español en 2005, donde ganó una liga con el Juvenil A y se convirtió en el portero titular del su filial RCD Español "B", en 2009 ficha por el Panionios NFC de la Super Liga de Grecia, en 2010 el Real Madrid Castilla se fija en él y es fichado para jugar en la entidad por dos temporadas.

- Kenneth Soler: Kenneth comenzó a dar sus primeros pasos en la academia EFB Calafell, del pueblo catalán del mismo nombre en el que se crio. De allí pasó a la Fundació Vilanova, y en la 2011/12 jugó en la cantera del Barcelona, antes de trasladarse al Reus. De allí pasó al Espanyol, hasta 2020 cuando fichó por el Real Madrid Castilla con 19 años.

- Marcos Alonso Peña: Después de pasar sin éxito por los juveniles del Real Madrid, hizo su debut profesional en Liga con el Racing Club de Santander de su ciudad natal. Tras su segunda temporada profesional fichó por el Atlético de Madrid en donde su reputación fue creciendo hasta fichar en 1982 por el FC Barcelona, siendo en ese momento el fichaje más caro del país por 150 millones de pesetas.

- Manuel Sanchís: Durante su carrera representó al Club Deportivo Condal (quien años más tarde se fusionó con el Atlético Cataluña Club de Fútbol para conformar el equipo filial barcelonista, si bien era uno de los equipos que desempeñaba un papel de equipo formativo del Fútbol Club Barcelona), Real Valladolid, Real Madrid y Córdoba CF, y fue miembro del exitoso equipo madrileño a mediados de los 60 que ganó cuatro campeonatos de La Liga en cinco años, con la incorporación de la edición de 1965-66 de la Copa de Europa (en esta competición, apareció 35 veces para el club).

### Trasvases según la nacionalidad
Nota *: no incluidos los casos de Alfredo Di Stéfano, Enrique Normand, Charles Wallace, ni los canteranos.
| Rumbo a Madrid * | Rumbo a Madrid * |
| País             | Jugadores |
| ---------------- | --- |
| España           | A. Albéniz, J. Quirante, A. Comamala, R. Zamora, J. Samitier, J. Navarro, A. Navarro, F. Ferrús, J. Tejada, L. Milla, Nando M., M. Soler, A. Celades |
| Alemania         | Walter Rositzky, Bernd Schuster |
| Brasil           | Evaristo Macedo, Ronaldo Nazário |
| Hungría          | László Kaszás |
| Bélgica          | Fernand Goyvaerts |
| Dinamarca        | Michael Laudrup |
| Portugal         | Luís Figo |
| Argentina        | Javier Saviola |
| Total            | 22 |

| Rumbo a Barcelona * | Rumbo a Barcelona * |
| País                | Jugadores |
| ------------------- | --- |
| España              | L. Lizárraga, Hilario M., L. Miranda, J. Canal, J. Pereda, Amador L., J. Lopetegui, L. Enrique, Dani G., Alfonso P., M. Alonso |
| Francia             | Lucien Müller |
| Rumania             | Gică Hagi |
| Croacia             | Robert Prosinečki |
| Camerún             | Samuel Eto'o |
| Total               | 15 |

### Entrenadores
- Enrique Fernández: El técnico uruguayo llegó a España en la temporada 1947-1948 para hacerse cargo del FC Barcelona al que hizo campeón de Liga en 2 de las 3 campañas en las que dirigió a la entidad culé, además de ganar la Copa Latina en 1949.[197] Unos años después, regresó a España en la temporada 1953-1954 para fichar por el Real Madrid. De hecho fue el primer técnico que tuvo Alfredo Di Stéfano en España. Fernández entrenó al conjunto merengue dos temporadas y fue campeón de Liga en la primera temporada. Fue destituido en la 1954-1955 a pesar de que su equipo fuera líder.

- Radomir Antić: El técnico serbio llegó a España a mitad de la temporada 1990-1991 para sustituir a Alfredo Di Stéfano en el Real Madrid. El equipo estaba en la zona media de la clasificación y logró escalar hasta la tercera posición. sin embargo, de forma sorprendente fue destituido en la jornada 19 de la temporada 1991-1992 cuando el equipo blanco lideraba la clasificación de Liga. Sin embargo, según palabras textuales del entonces presidente Ramón Mendoza, "el equipo no jugaba bien". En la temporada 2002-2003, Antić fichó por el FC Barcelona cuando llegó en enero de 2003 para sustituir al neerlandés Louis van Gaal. El equipo azulgrana se encontraba a tres puntos del descenso y acabó sexto en Liga, eliminado en cuartos de la Liga de Campeones de la UEFA.[198]

#### Otros casos de cuerpo técnico
- José Samitier: Fue entrenador del equipo azulgrana de 1944 a 1948 y ganó una Liga en ese período. Posteriormente también fue secretario técnico azulgrana (cargo que ocupó los años 1947-59 y 1962-72). De 1959 a 1962 fue secretario técnico del Madrid, donde también formó parte de la disciplina blanca como jugador durante una temporada (1933-34).

- Juande Ramos: Fue entrenador del FC Barcelona "B" en la temporada 1996-97. Sin embargo, tras consumarse el descenso a Segunda División "B", el técnico manchego no continuó en el cargo. El 9 de diciembre de 2008 fichó por el Real Madrid en sustitución de Bernd Schuster, con un contrato hasta final de la temporada 2008-09 para dirigir al primer equipo merengue durante 27 partidos. Al finalizar la temporada, abandonó la entidad blanca.

- José Mourinho: El portugués acompañó a Bobby Robson cuando este fichó por el FC Barcelona en 1996. Ejerció de segundo entrenador de Bobby Robson durante la temporada 1996-97 (la única del inglés en el banquillo azulgrana), conquistando la Copa del Rey, la Supercopa de España y la Recopa de Europa. La temporada 1997-98 Louis van Gaal relevó a Robson, pero Mourinho consiguió hacerse un hueco en el cuerpo técnico como encargado de realizar informes sobre los equipos rivales. Realizó esta tarea durante dos años, hasta que en noviembre de 1999, tras la marcha de Ronald Koeman, el portugués ocupó su puesto como segundo entrenador del equipo azulgrana. Tras haber conquistado dos Ligas, una Copa del Rey y una Supercopa de Europa, Louis van Gaal cerró en blanco la temporada 1999-2000, lo que le llevó a presentar la dimisión. Lorenzo Serra Ferrer asumió la dirección del equipo y prescindió de José Mourinho, que rescindió su contrato con el Barcelona en julio de 2000. El 28 de mayo de 2010, se hizo oficial el fichaje de José Mourinho como primer entrenador del Real Madrid. Tras permanecer tres temporadas en las que ganó una Liga, una Copa del Rey y una Supercopa de España, fue destituido el 20 de mayo de 2013 tras alcanzar un acuerdo de rescisión con la entidad merengue.